# Bravo Otto
Der Bravo-Otto (offizielle Schreibweise: BRAVO Otto) ist ein Preis, den die Bravo-Leser seit 1957 jährlich durch Abstimmung an ihre Lieblingsstars verleihen. Der Preis war ursprünglich eine Medaille mit dem Abbild des fiktiven pausbäckigen Beleuchters Otto, der eine Art Bravo-Maskottchen war. 1965 wurde sie von einer Trophäe in Form eines Indianers abgelöst, die zu Zeiten der Karl-May-Verfilmungen attraktiver schien. Das Design stammte von Hans Held. Es gibt den Otto in Gold, Silber und Bronze. Er wird seit 2011 in folgenden elf Kategorien verliehen: Super-Band Rock, Super-Band Pop, Super-Sänger, Super-Sängerin, Super-Rapper, TV-Star weiblich, TV-Star männlich, Kino-Star weiblich, Kino-Star männlich, Internet-Star und Comedian.
Zwei weitere Preise werden von der Redaktion vergeben: Shootingstars des Jahres (erstmals 2000) und den Ehren-Otto für langjährig erfolgreiche Künstler (erstmals 2001, teilweise auch in Platin).

## Geschichte
Von 1957 bis 1960 wurden nur Ottos für die beliebtesten Schauspieler verliehen. Ab 1960 wurden auch Sänger ausgezeichnet, ab 1961 auch Stars des Fernsehens. Im Laufe der Jahre wurden die Kategorien variiert, ergänzt und einige wieder entfernt beziehungsweise zwischenzeitlich nicht vergeben (siehe Abschnitt Kategorien).
Bis 1972 wurde der Preis zu Anfang des jeweiligen Jahres verliehen; im selben Jahr wurde die Verleihung an das Jahresende verlegt. 1972 war daher das einzige Jahr, in dem zwei Preisvergaben stattfanden.
Von 1994 bis 2010 wurde der Bravo-Otto im Rahmen eines mehrstündigen Bühnenprogramms überreicht, der Bravo-Supershow – Die Gold-Otto-Verleihung, die auch im Fernsehen übertragen wurde.

## Rekorde und Besonderheiten
Die meisten Ottos gewann die Band Bon Jovi (13, davon 7 goldene), gefolgt von Pierre Brice sowie dem Schauspieler und Sänger David Hasselhoff mit jeweils zwölf. „Pretty Woman“ Julia Roberts erhielt elf Ottos. Auf dieselbe Anzahl kamen Michael Jackson und Inge Meysel, insbesondere als Darstellerin der Mutter der Nation in der Serie Die Unverbesserlichen. Sandra schaffte es bisher als einzige Sängerin, fünf Goldene Ottos in Folge zu gewinnen; insgesamt gewann die Sängerin neun Ottos.
Pierre Brice gewann neun Goldene Ottos und somit die meisten, vor allem für seine Filmrolle als Winnetou.
Die bisher einzigen Platin-Otto-Gewinner sind Michael Jackson (1996), die Bee Gees (1996), Thomas Gottschalk (2004), Take That (2005) und Dieter Bohlen (2007).

## Kategorien
In folgenden Kategorien wurden die Ottos vergeben (teilweise andere Bezeichnung).

### Musik
- Band: seit 1966
  - allgemein: 1966–1985, 1999, 2008–2010
  - Duo: 1977
  - Hard 'n Heavy: 1986–1993
  - Rock/Pop:   1986–1993
  - Pop:        1994–1998, 2000–2007, seit 2011
  - Rock:       1994–1998, 2000–2007, seit 2011
  - Schülerband: 2005
- Dancefloor: 1991–1992, 1994
- Rap & Dancefloor: 1993
- Rap & Techno: 1994
- Hip-Hop & Rap: 1998–2007, seit 2011
  - Hip-Hop & Rap: 1998
  - Hip-Hop Act:   1999
  - Hip-Hop International: 2000–2007
  - Hip-Hop National:      2000–2007
  - Rapper: seit 2011
- Sänger: 2008
- Sänger: seit 1960–2007, seit 2010
- Sängerin: seit 1960–2007, seit 2010

### Film und Fernsehen
- Deutsche Filme: 1978
- Film (allgemein): 2009
- Schauspieler
  - Schauspieler: 1957–2007
  - Schauspielerin: 1957–2007
  - allgemein: 2008–2010
  - Kino-Star (m): seit 2010
  - Kino-Star (w): seit 2010
- TV-Moderator
  - allgemein: 1989–1994
  - männlich: 1975
  - weiblich: 1975
- TV-Star
  - allgemein: 2008
  - männlich:  1961–2007, seit 2010
  - weiblich:  1961–2007, seit 2010

### Sonstige
- Comedy-Star: 2000–2007
- Comedian: seit 2011
- Sportler: seit Ende 1972
  - allgemein: 1973, 1983–1987, 2009
  - Sportler:   Ende 1972, 1974–1982, 1988–1993
  - Sportlerin: Ende 1972, 1974–1982, 1988–1993
- Wrestler: 1992–1993

Von der Redaktion vergeben:
- Ehren-Otto: 2001–2004, 2006–2007
- Shootingstar: seit 2000
  - allgemein: 2003–2004, 2007, seit 2010
  - solo: 2001–2002
  - Band: 2001–2002
  - männlich: 2000
  - weiblich: 2000

## Moderation der Bravo Supershow
Von 1994 bis 2010 wurde die Verleihung der Bravo Otto von den Privatsendern RTL, RTL II sowie ProSieben übertragen:
- 1994: Kristiane Backer (Hauptmoderation); Sender: RTL II
- 1995: Kristiane Backer (Hauptmoderation); Sender: RTL II
- 1996: Heike Makatsch (Hauptmoderation); Sender: RTL II
- 1997: Jasmin Gerat und DJ BoBo; Sender: RTL II
- 1998: Loretta Stern und DJ BoBo; Sender: RTL II
- 1999: Nova Meierhenrich und Florian Walberg; Sender: RTL II
- 2000: Marco Ströhlein und Enie van de Meiklokjes; Sender: RTL
- 2001: Ole Tillmann und Enie van de Meiklokjes; Sender: RTL
- 2002: Ole Tillmann und Jessica Schwarz; Sender: RTL
- 2003: Ole Tillmann und Janin Reinhardt; Sender: RTL
- 2004: Ole Tillmann und Susan Sideropoulos; Sender: RTL
- 2005: Gülcan Kamps und Dominic Boeer; Sender: RTL
- 2006: Oliver Pocher; Sender: ProSieben
- 2007: Gülcan Kamps, Annemarie Warnkross und Elton; Sender: ProSieben
- 2008: Mirjam Weichselbraun und Miriam Pielhau; Sender: RTL II
- 2010: Jan Köppen & Louisa Mazzurana; Sender: RTL II

## Preisträger (Gold – Silber – Bronze)

### 1957
- Schauspieler: James Dean – Horst Buchholz – Burt Lancaster
- Schauspielerin: Maria Schell – Gina Lollobrigida – Romy Schneider

### 1958
- Schauspieler: Horst Buchholz – O. W. Fischer – Rock Hudson
- Schauspielerin: Romy Schneider – Maria Schell – Ruth Leuwerik

### 1959
- Schauspieler: O. W. Fischer – Peter Kraus – Hardy Krüger
- Schauspielerin: Ruth Leuwerik – Romy Schneider – Sabine Sinjen

### 1960

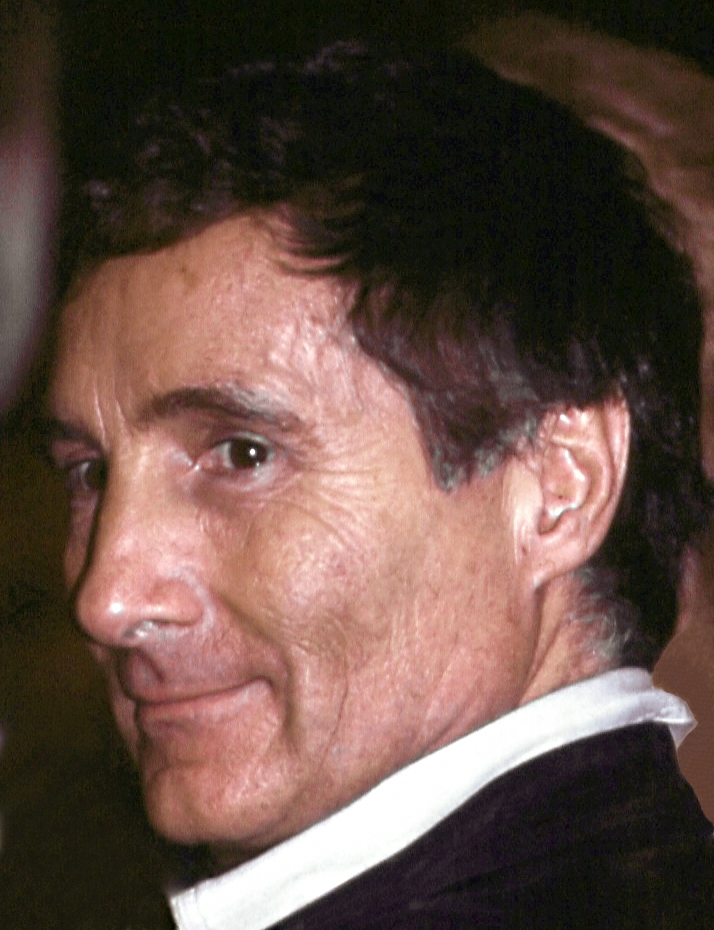
Freddy Quinn

- Schauspieler: O. W. Fischer – Hardy Krüger – Christian Wolff
- Schauspielerin: Sabine Sinjen – Ruth Leuwerik – Liselotte Pulver
- Sänger: Freddy Quinn – Peter Kraus – Elvis Presley
- Sängerin: Conny Froboess – Caterina Valente – Heidi Brühl

### 1961

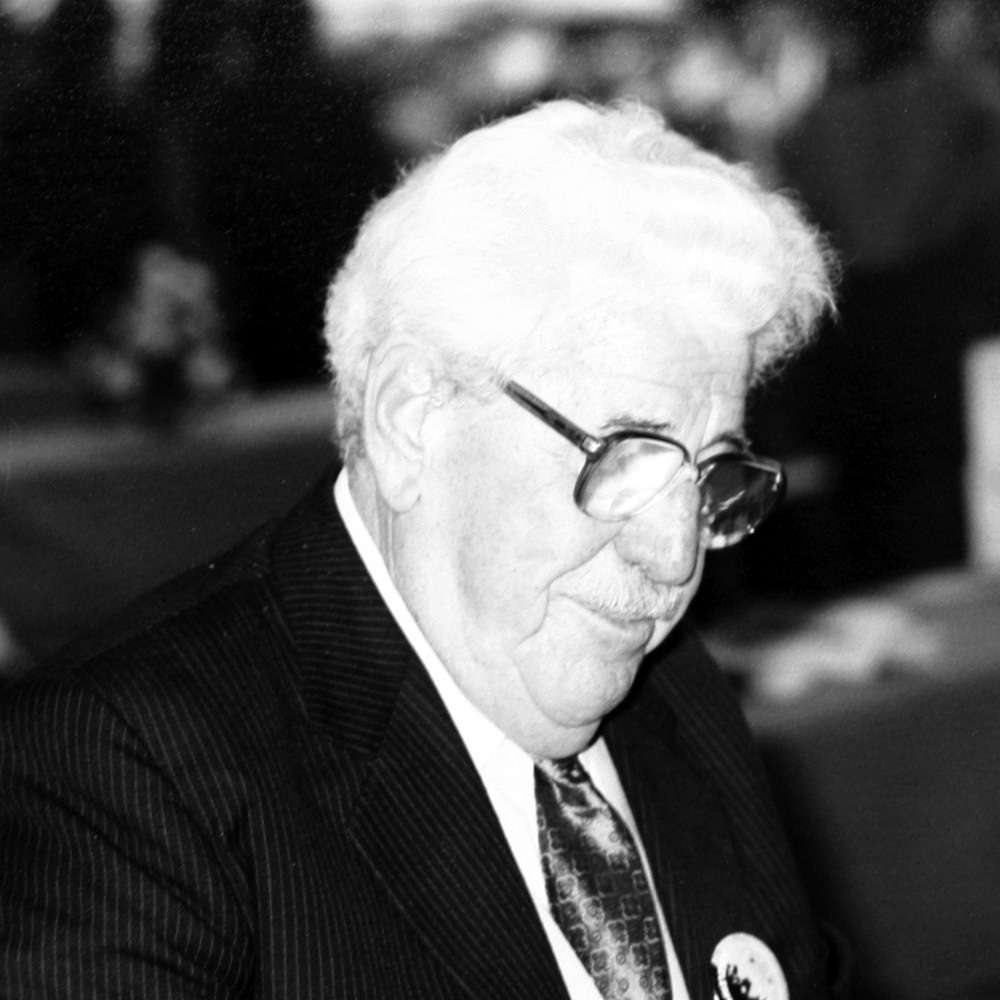
Willy Millowitsch

- Schauspieler: O. W. Fischer – Hansjörg Felmy – Rock Hudson
- Schauspielerin: Ruth Leuwerik – Sabine Sinjen – Liselotte Pulver
- Sänger: Freddy Quinn – Peter Kraus – Rex Gildo
- Sängerin: Caterina Valente – Heidi Brühl – Conny Froboess
- TV-Star m: Willy Millowitsch – Hans-Joachim Kulenkampff – Joachim Fuchsberger
- TV-Star w: Inge Meysel – Irene Koss – Uschi Siebert

### 1962
- Schauspieler: O. W. Fischer – Rock Hudson – Anthony Perkins
- Schauspielerin: Ruth Leuwerik – Christine Kaufmann – Sophia Loren
- Sänger: Freddy Quinn – Gus Backus – Peter Kraus
- Sängerin: Connie Francis – Caterina Valente – Conny Froboess
- TV-Star m: Heinz Drache – Willy Millowitsch – Lou van Burg
- TV-Star w: Inge Meysel – Irene Koss – Margot Trooger

### 1963

Rock Hudson (l)

- Schauspieler: Rock Hudson – O. W. Fischer – Anthony Perkins
- Schauspielerin: Sophia Loren – Ruth Leuwerik – Liselotte Pulver
- Sänger: Freddy Quinn – Gus Backus – Rex Gildo
- Sängerin: Connie Francis – Caterina Valente – Conny Froboess
- TV-Star m: Edward Byrnes – Robert Fuller – Lou van Burg
- TV-Star w: Inge Meysel – Margot Trooger – Cordula Trantow

### 1964

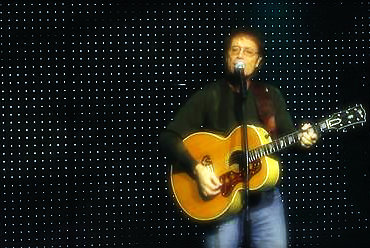
Cliff Richard

- Schauspieler: Thomas Fritsch – Rock Hudson – Pierre Brice
- Schauspielerin: Sophia Loren – Liselotte Pulver – Doris Day
- Sänger: Cliff Richard – Freddy Quinn – Rex Gildo
- Sängerin: Connie Francis – Conny Froboess – Rita Pavone
- TV-Star m: Robert Fuller – Edward Byrnes – Max Eckard
- TV-Star w: Inge Meysel – Petra Krause – Donna Reed

### 1965
- Schauspieler: Pierre Brice – Thomas Fritsch – Lex Barker
- Schauspielerin: Marie Versini – Sophia Loren – Doris Day
- Sänger: Cliff Richard – The Beatles – Freddy Quinn
- Sängerin: Gitte – Manuela – Connie Francis
- TV-Star m: Robert Fuller – Edward Byrnes – Michael Landon
- TV-Star weiblich: Petra Krause – Donna Reed – Marianne Koch

### 1966

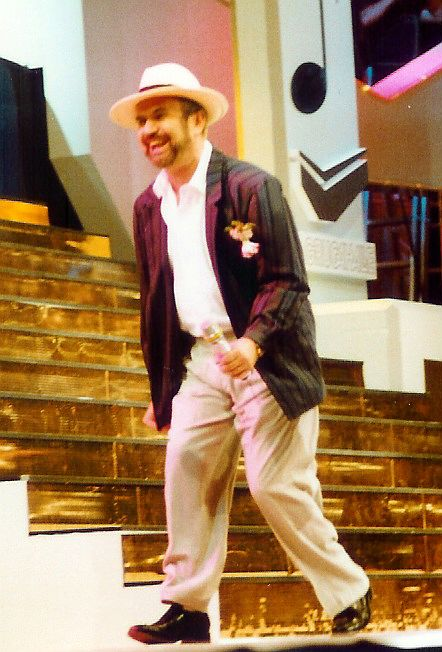
Drafi Deutscher

- Schauspieler: Pierre Brice – Sean Connery – Thomas Fritsch
- Schauspielerin: Marie Versini – Sophia Loren – Liselotte Pulver
- Sänger: Drafi Deutscher – Roy Black – Rex Gildo
- Sängerin: Manuela – Françoise Hardy – Wencke Myhre
- TV-Star m: Robert Fuller – Hans-Joachim Kulenkampff – Edward Byrnes
- TV-Star w: Petra Krause – Inge Meysel – Marianne Koch
- Band: The Beatles – The Rolling Stones – Rainbows

### 1967

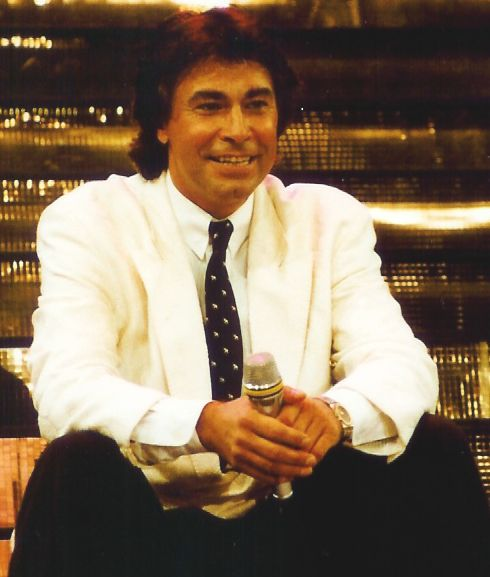
Roy Black

- Schauspieler: Pierre Brice – Horst Buchholz – Sean Connery
- Schauspielerin: Marie Versini – Liselotte Pulver – Uschi Glas
- Sänger: Roy Black – Graham Bonney – Udo Jürgens
- Sängerin: Wencke Myhre – Manuela – Marion
- TV-Star m: Roger Moore – Dietmar Schönherr – Robert Fuller
- TV-Star w: Helga Anders – Inge Meysel – Victoria Voncampe
- Band: Dave Dee, Dozy, Beaky, Mick & Tich – The Beatles – The Beach Boys

### 1968
- Schauspieler: Pierre Brice – George Nader – Robert Hoffmann
- Schauspielerin: Marie Versini – Helga Anders – Liselotte Pulver
- Sänger: Roy Black – Graham Bonney – Ricky Shayne
- Sängerin: Wencke Myhre – Manuela – Peggy March
- TV-Star m: Patrick Macnee – David McCallum – Roger Moore
- TV-Star w: Diana Rigg – Marianne Koch – Inge Meysel
- Band: Bee Gees – The Beatles – The Monkees

### 1969

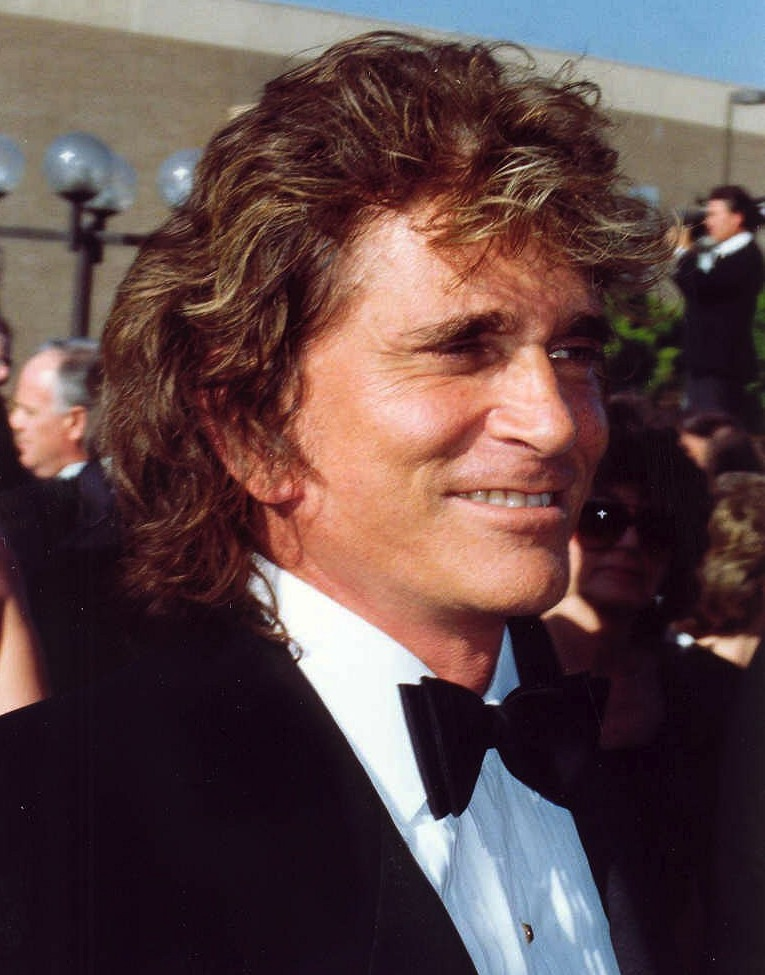
Michael Landon

- Schauspieler: Pierre Brice – Robert Hoffmann – George Nader
- Schauspielerin: Uschi Glas – Marie Versini – Senta Berger
- Sänger: Roy Black – Udo Jürgens – Barry Ryan
- Sängerin: Manuela – Wencke Myhre – France Gall
- TV-Star m: Mike Landon – Roger Moore – Patrick Macnee
- TV-Star w: Diana Rigg – Inge Meysel – Helga Anders
- Band: Bee Gees – The Beatles – Lords

### 1970

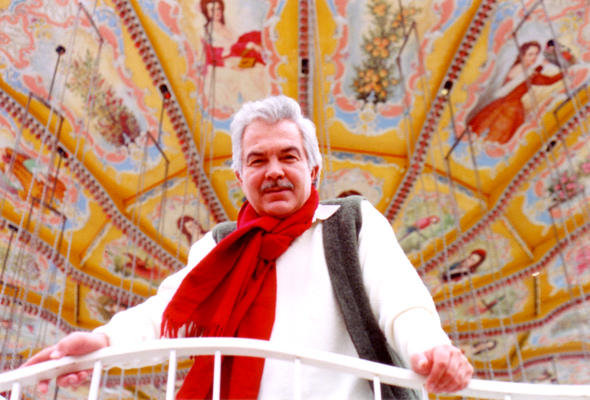
Claus Wilcke

- Schauspieler: Pierre Brice – Joachim Fuchsberger – Hansi Kraus
- Schauspielerin: Uschi Glas – Gila von Weitershausen – Marie Versini
- Sänger: Roy Black – Barry Ryan – Ricky Shayne
- Sängerin: Manuela – France Gall – Wencke Myhre
- TV-Star m: Mark Slade – Henry Darrow – Claus Wilcke
- TV-Star w: Inge Meysel – Linda Cristal – Linda Evans
- Band: The Beatles – The Archies – The Hollies

### 1971

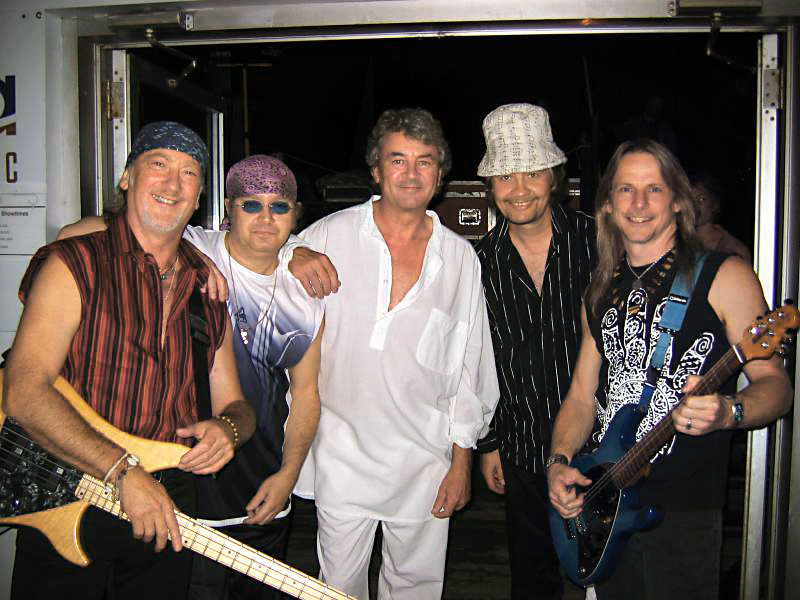
Deep Purple

- Schauspieler: Pierre Brice – Hansi Kraus – Peter Fonda
- Schauspielerin: Uschi Glas – Romy Schneider – Gila von Weitershausen
- Sänger: Chris Roberts – Roy Black – Peter Alexander
- Sängerin: Manuela – Daliah Lavi – France Gall
- TV-Star m: Joachim Fuchsberger – Fritz Wepper – Claus Wilcke
- TV-Star w: Peggy Lipton – Inge Meysel – Marianne Koch
- Band: Creedence Clearwater Revival – Bee Gees – Deep Purple

### 1972 Jahresanfang

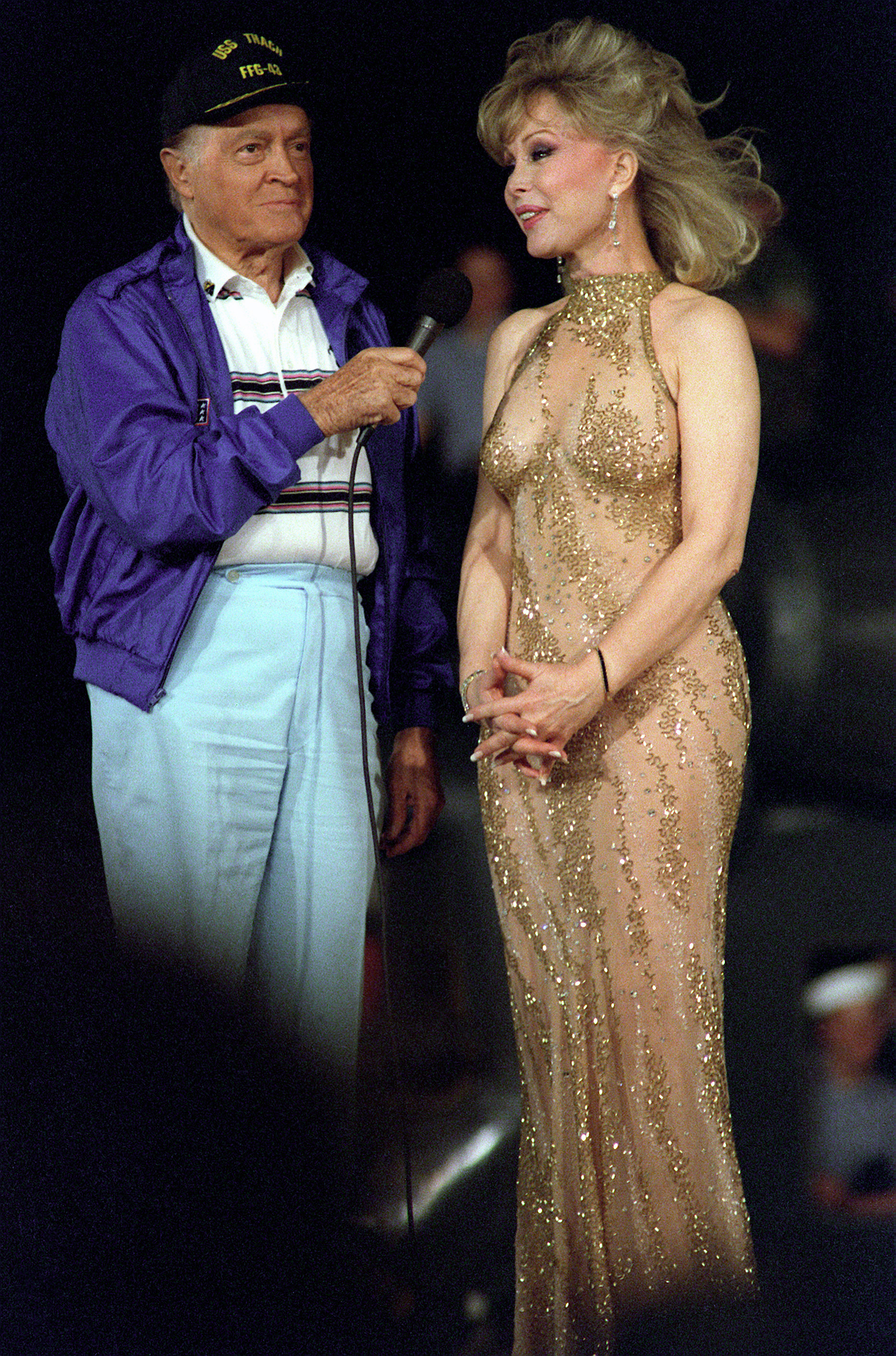
Barbara Eden

- Schauspieler: Ryan O’Neal – Pierre Brice – Hansi Kraus
- Schauspielerin: Uschi Glas – Ali MacGraw – Romy Schneider
- Sänger: Chris Roberts – Ricky Shayne – Roy Black
- Sängerin: Daliah Lavi – Manuela – Katja Ebstein
- TV-Star m: Claus Wilcke – Joachim Fuchsberger – Amadeus August
- TV-Star w: Inge Meysel – Barbara Eden – Linda Cristal
- Band: T. Rex – Middle of the Road – The Sweet

### 1972 Jahresende
- Schauspieler: Ron Ely – Ryan O’Neal – Terence Hill
- Schauspielerin: Uschi Glas – Ali MacGraw – Heidi Hansen
- Sänger: Jürgen Marcus – Chris Roberts – Neil Diamond
- Sängerin: Juliane Werding – Melanie – Daliah Lavi
- TV-Star m: Tony Curtis – Roger Moore – Leonard Nimoy
- TV-Star w: Barbara Eden – Juliet Mills – Sabine Sinjen
- Band: The Sweet – T. Rex – Alice Cooper
- Sportler: Mark Spitz – Günter Netzer – Gerd Müller
- Sportlerin: Heide Rosendahl – Ulrike Meyfarth – Monika Pflug

### 1973
- Schauspieler: Jan-Michael Vincent – Roger Moore – Terence Hill
- Schauspielerin: Uschi Glas – Jane Seymour – Ali MacGraw
- Sänger: David Cassidy – Bernd Clüver – Jürgen Marcus
- Sängerin: Suzi Quatro – Ireen Sheer – Daliah Lavi
- TV-Star m: Horst Janson – Detlev Eckstein – Dack Rambo
- TV-Star w: Susan Dey – Monika Peitsch – Monika Lundi
- Band: The Sweet – The Osmonds – Slade
- Sportler: Gerd Müller – Günter Netzer – Erwin Kremers

### 1974

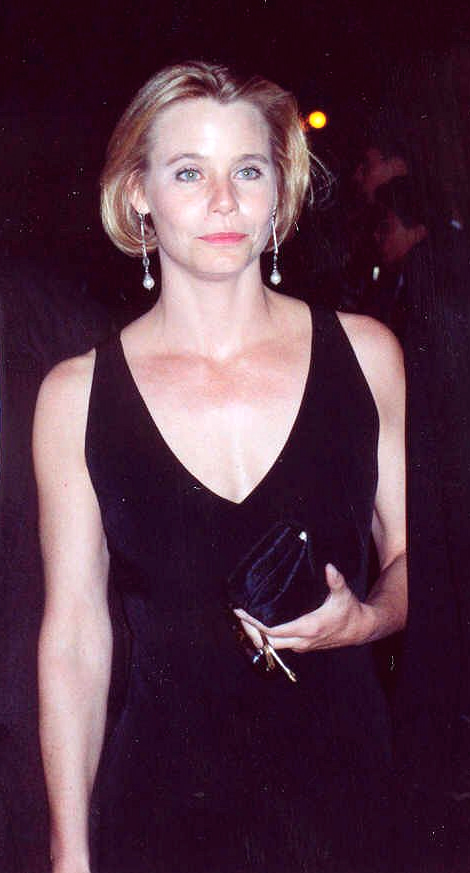
Susan Dey

- Schauspieler: Terence Hill – Jan-Michael Vincent – Roger Moore
- Schauspielerin: Ute Kittelberger – Uschi Glas – Linda Blair
- Sänger: David Cassidy – Bernd Clüver – Jürgen Marcus
- Sängerin: Suzi Quatro – Elfi Graf – Maggie Mae
- TV-Star m: Steve Hodson – Oliver Tobias – Michael Gray
- TV-Star w: Susan Dey – Gillian Blake – Edwige Pierre
- Band: The Sweet – ABBA – The Osmonds
- Sportler: Gerd Müller – Francisco Marinho – Franz Beckenbauer
- Sportlerin: Ulrike Meyfarth – Rosi Mittermaier – Uta Schorn

### 1975

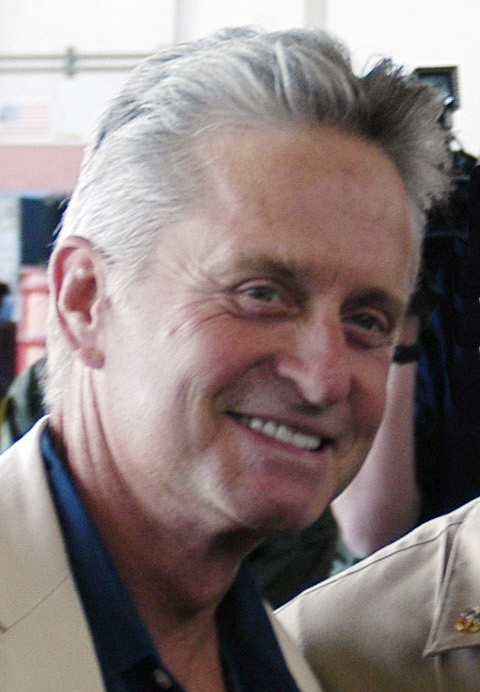
Michael Douglas

- Schauspieler: Terence Hill – Jan-Michael Vincent – Louis de Funès
- Schauspielerin: Ute Kittelberger – Linda Blair – Christiane Gött
- Sänger: David Cassidy – Albert Hammond – Jürgen Marcus
- Sängerin: Juliane Werding – Penny McLean – Suzi Quatro
- TV-Star m: Michael Douglas – Peter Falk – Michael Gray
- TV-Star w: Susan Dey – Gillian Blake – Ingrid Steeger
- TV-Moderator: Ilja Richter – Rudi Carrell – Michael Schanze
- TV-Moderatorin: Uschi Nerke – Karin Tietze-Ludwig – Elfie von Kalckreuth
- Band: Bay City Rollers – The Sweet – ABBA
- Sportler: Sepp Maier – Gerd Müller – Franz Beckenbauer
- Sportlerin: Ulrike Meyfarth – Ellen Wellmann – Prinzessin Anne

### 1976
- Schauspieler: Pierre Brice – Terence Hill – Jan-Michael Vincent
- Schauspielerin: Sophia Loren – Ute Kittelberger – Uschi Glas
- Sänger: Shaun Cassidy – Jürgen Drews – David Cassidy
- Sängerin: Tina Charles – Penny McLean – Marianne Rosenberg
- TV-Star m: Michael Douglas – Oliver Tobias – Simon Turner
- TV-Star w: Susan Dey – Ingrid Steeger – Uschi Nerke
- Band: Bay City Rollers – The Sweet – ABBA
- Sportler: Sepp Maier – Franz Beckenbauer – Gerd Müller
- Sportlerin: Rosi Mittermaier – Nadia Comăneci – Annegret Richter

### 1977
- Schauspieler: Pierre Brice – Leif Garrett – Terence Hill
- Schauspielerin: Nastassja Kinski – Uschi Glas – Romy Schneider
- Sänger: Shaun Cassidy – Jürgen Drews – Frank Zander
- Sängerin: Bonnie Tyler – Siw Inger – Marianne Rosenberg
- Duo: Baccara – Hoffmann & Hoffmann – Bellamy Brothers
- TV-Star m: Herbert Herrmann – Christopher Stone – Thomas Fritsch
- TV-Star w: Jutta Speidel – Ingrid Steeger – Barbara Bain
- Band: Smokie – Bay City Rollers – ABBA
- Sportler: Sepp Maier – Klaus Fischer – Hansi Müller
- Sportlerin: Annegret Richter – Dagmar Lurz – Evi Mittermaier

### 1978

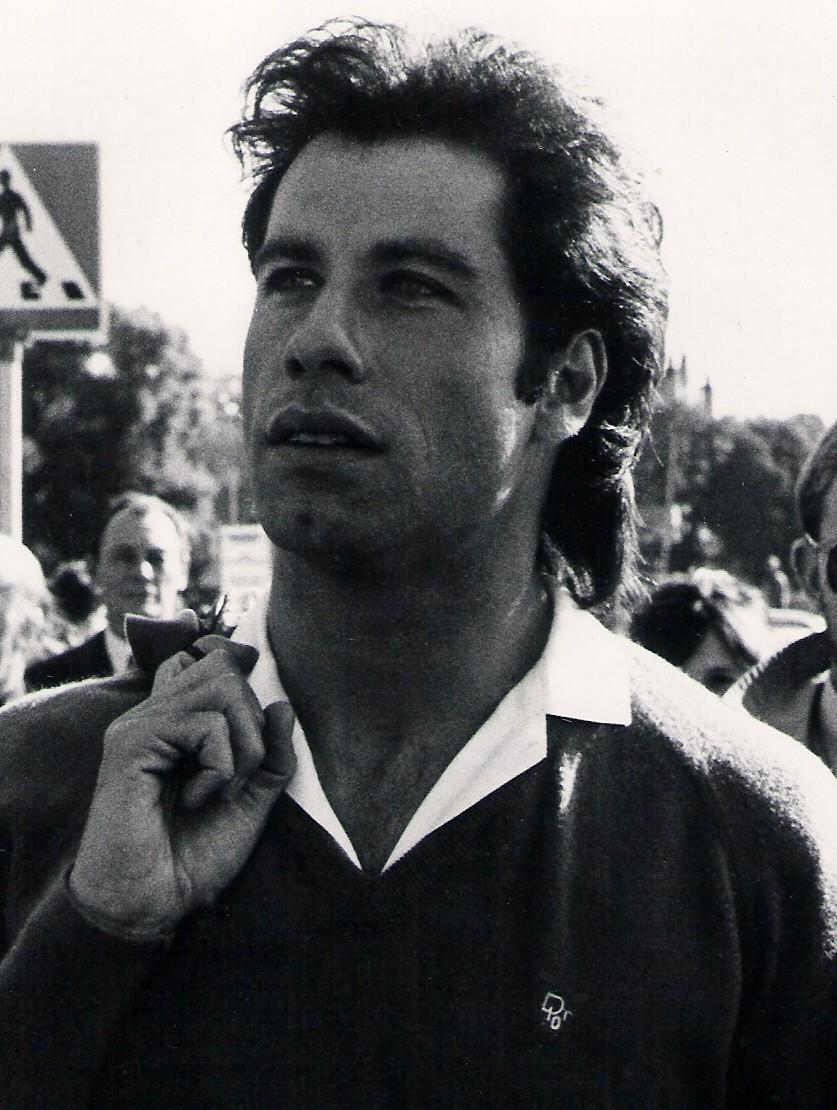
John Travolta

- Schauspieler: John Travolta – Bud Spencer – Pierre Brice
- Schauspielerin: Nastassja Kinski – Olivia Pascal – Karen Lynn Gorney
- Deutsche Filme: Sie nannten ihn Mücke – Popcorn und Himbeereis – Leidenschaftliche Blümchen
- Sänger: Leif Garrett – Jürgen Drews – Shaun Cassidy
- Sängerin: Olivia Newton-John – Amanda Lear – Suzi Quatro
- TV-Star m: Paul Michael Glaser – Sascha Hehn – Richard Hatch
- TV-Star w: Ingrid Steeger – Jutta Speidel – Catherine Schell
- Band: Smokie – ABBA – The Teens
- Sportler: Hansi Müller – Sepp Maier – Kevin Keegan
- Sportlerin: Dagmar Lurz – Annegret Richter – Evi Mittermaier

### 1979

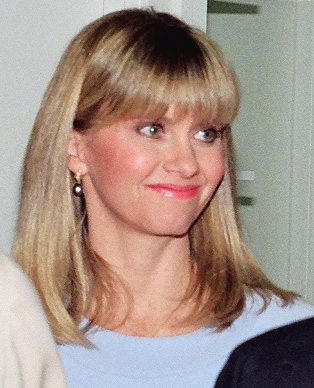
Olivia Newton-John

- Schauspieler: John Travolta – Bud Spencer – Roger Moore
- Schauspielerin: Olivia Pascal – Nastassja Kinski – Liz Taylor
- Sänger: Leif Garrett – Peter Maffay[6] – Patrick Hernandez
- Sängerin: Olivia Newton-John – Donna Summer – Suzi Quatro
- TV-Star m: Kabir Bedi – Paul Michael Glaser – Jochen Schroeder
- TV-Star w: Farrah Fawcett – Kristy McNichol – Jaclyn Smith
- Band: The Teens – ABBA – Smokie
- Sportler: Hansi Müller – Kevin Keegan – Björn Borg
- Sportlerin: Christa Kinshofer – Annegret Richter – Dagmar Lurz

### 1980

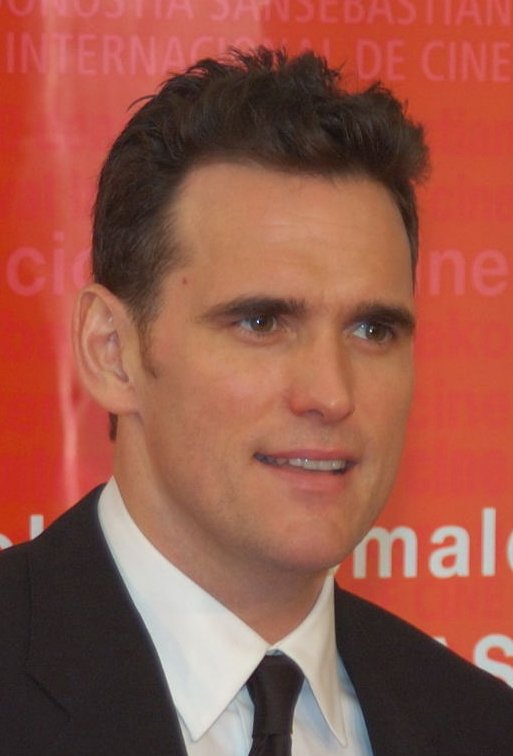
Matt Dillon

- Schauspieler: Matt Dillon – Terence Hill – John Travolta
- Schauspielerin: Kristy McNichol – Olivia Pascal – Tatum O’Neal
- Sänger: Leif Garrett – Peter Maffay[6] – Cliff Richard
- Sängerin: Olivia Newton-John – Suzi Quatro – Diana Ross
- TV-Star m: Robert Urich – Thomas Ohrner – Thomas Gottschalk
- TV-Star w: Farrah Fawcett – Désirée Nosbusch – Jaclyn Smith
- Band: The Teens – ABBA – KISS
- Sportler: Karl-Heinz Rummenigge – Hansi Müller – Björn Borg
- Sportlerin: Christa Kinshofer – Dagmar Lurz – Tina Riegel

### 1981

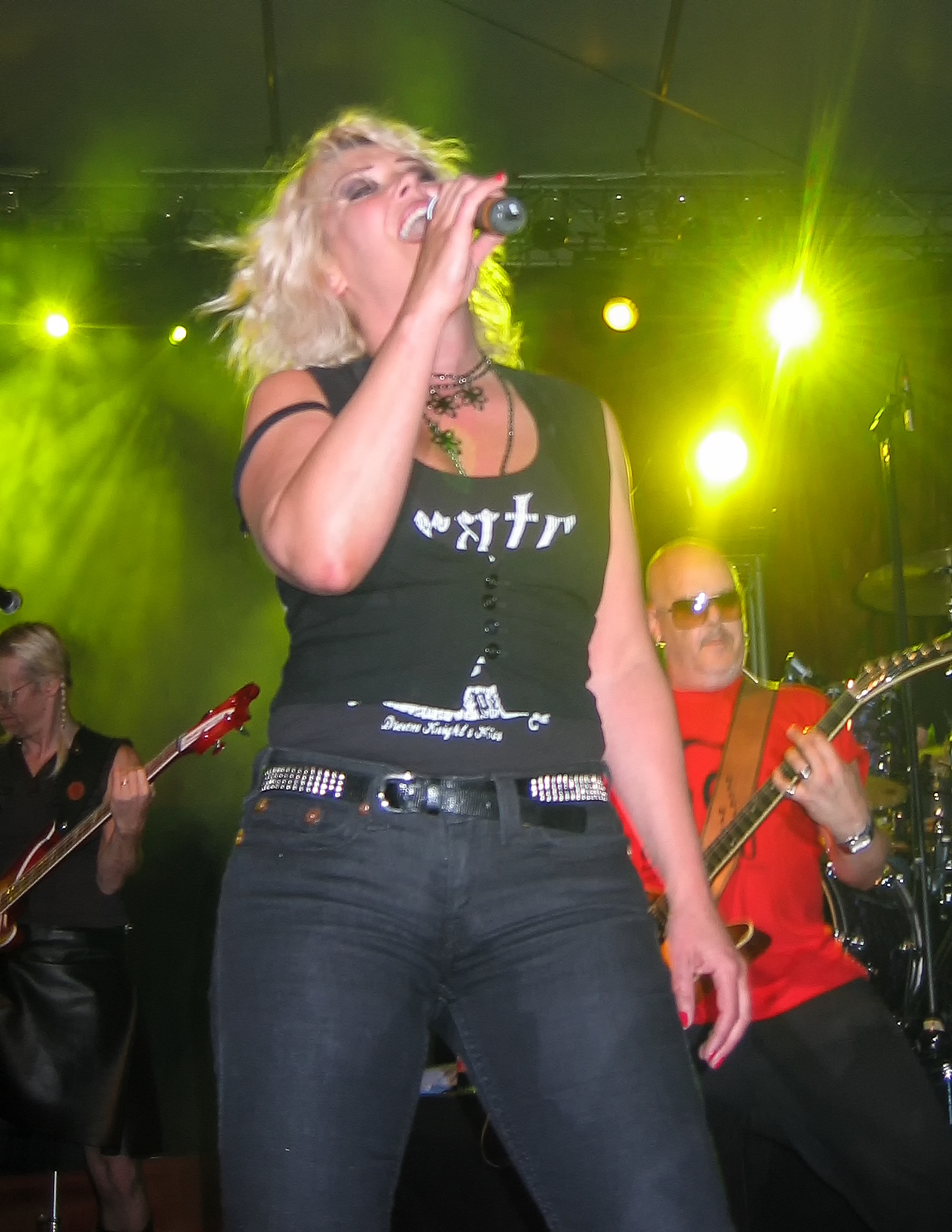
Kim Wilde

- Schauspieler: Roger Moore – Matt Dillon – Christopher Atkins
- Schauspielerin: Farrah Fawcett – Kristy McNichol – Brooke Shields
- Sänger: Shakin’ Stevens – Roland Kaiser – Marius Müller-Westernhagen
- Sängerin: Kim Wilde – Olivia Newton-John – Helen Schneider
- TV-Star m: Patrick Duffy – Robert Urich – Sascha Hehn
- TV-Star w: Victoria Principal – Désirée Nosbusch – Charlene Tilton
- Band: Adam & The Ants – The Teens – ABBA
- Sportler: Karl-Heinz Rummenigge – Pierre Littbarski – Hansi Müller
- Sportlerin: Denise Biellmann – Tina Riegel – Christa Kinshofer

### 1982

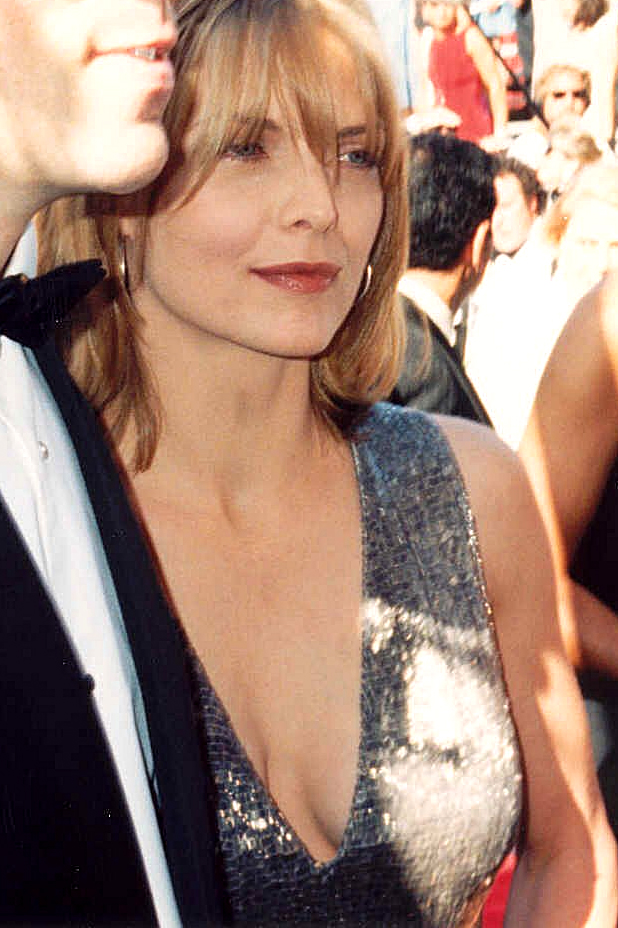
Michelle Pfeiffer

- Schauspieler: Maxwell Caulfield – Adriano Celentano – Arnold Schwarzenegger
- Schauspielerin: Michelle Pfeiffer – Ornella Muti – Farrah Fawcett
- Sänger: Shakin’ Stevens – F. R. David – Peter Maffay[6]
- Sängerin: Nena – Kim Wilde – Frida
- TV-Star m: Patrick Duffy – Lewis Collins – Martin Shaw
- TV-Star w: Victoria Principal – Jutta Speidel – Linda Gray
- Band: Spider Murphy Gang – ABBA – BAP
- Sportler: Karl-Heinz Rummenigge – Pierre Littbarski – Toni Schumacher
- Sportlerin: Ulrike Meyfarth – Tina Riegel – Denise Biellmann

### 1983

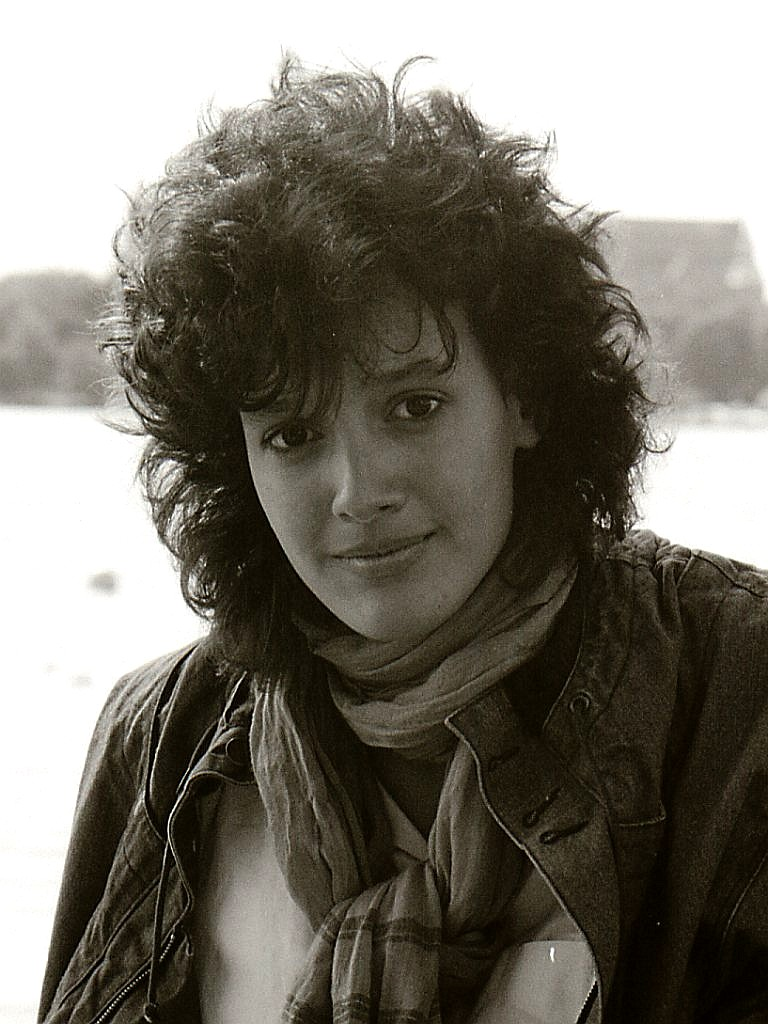
Jennifer Beals

- Schauspieler: John Travolta – Sylvester Stallone – Mark Hamill
- Schauspielerin: Jennifer Beals – Sophie Marceau – Cynthia Rhodes
- Sänger: Limahl – Shakin’ Stevens – Rod Stewart
- Sängerinnen: Irene Cara – Kim Wilde – Agnetha Fältskog
- TV-Star m: John James – Patrick Duffy – Thomas Gottschalk
- TV-Star w: Heather Locklear – Linda Evans – Victoria Principal
- Band: Nena (+ Band) – KajaGooGoo – Culture Club
- Sportler: Karl-Heinz Rummenigge – Toni Schumacher – Jean-Marie Pfaff

### 1984

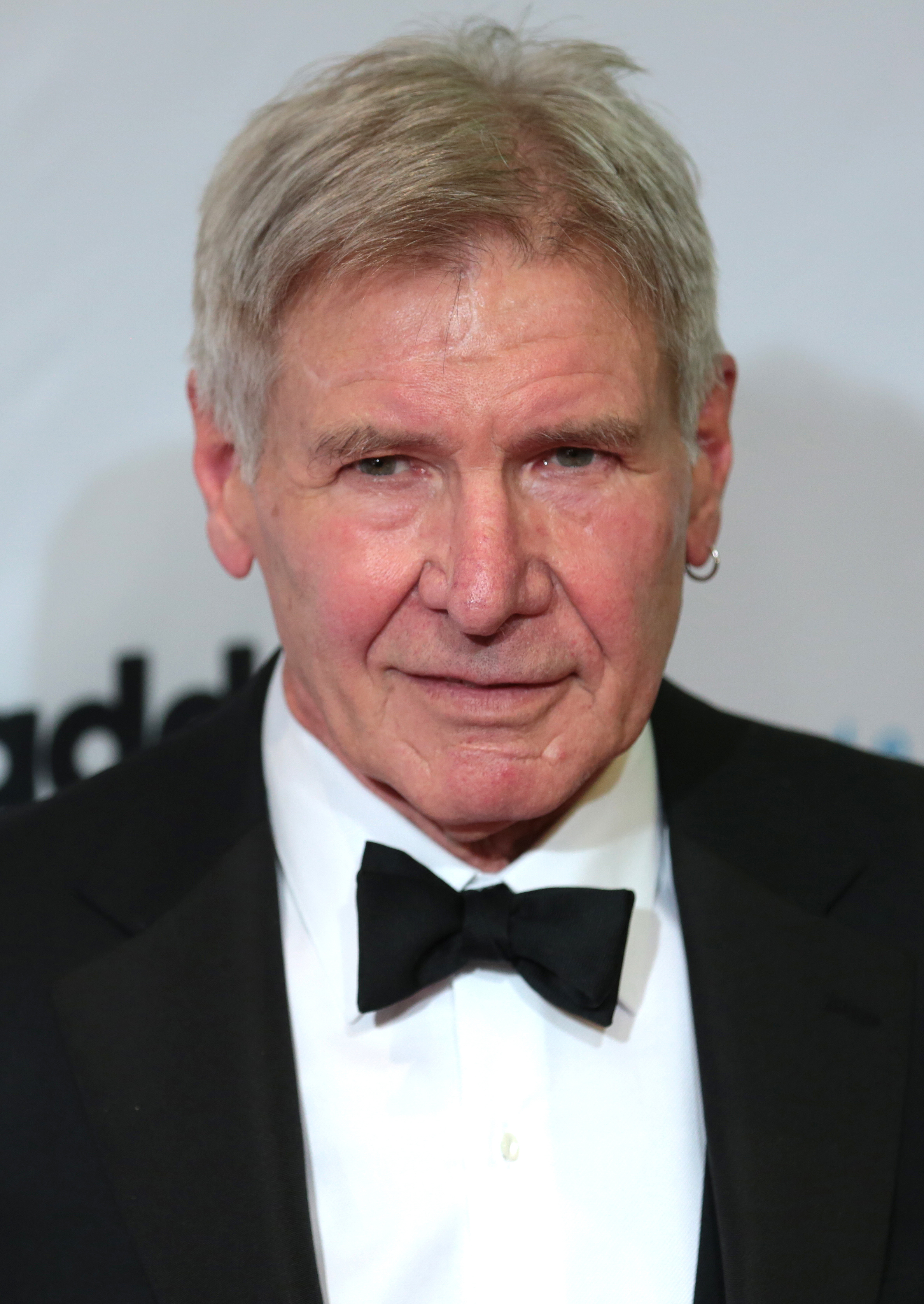
Harrison Ford

- Schauspieler: Harrison Ford – Noah Hathaway – Kevin Bacon
- Schauspielerin: Tami Stronach – Jennifer Beals – Lori Singer
- Sänger: Limahl – George Michael – Shakin’ Stevens
- Sängerin: Kim Wilde – Cyndi Lauper – Tina Turner
- TV-Star m: Tom Selleck – John James – Michael Praed
- TV-Star w: Stefanie Powers – Priscilla Presley – Heather Locklear
- Band: Nena (+ Band) – Duran Duran – Wham!
- Sportler: Karl-Heinz Rummenigge – Michael Groß – Toni Schumacher

### 1985

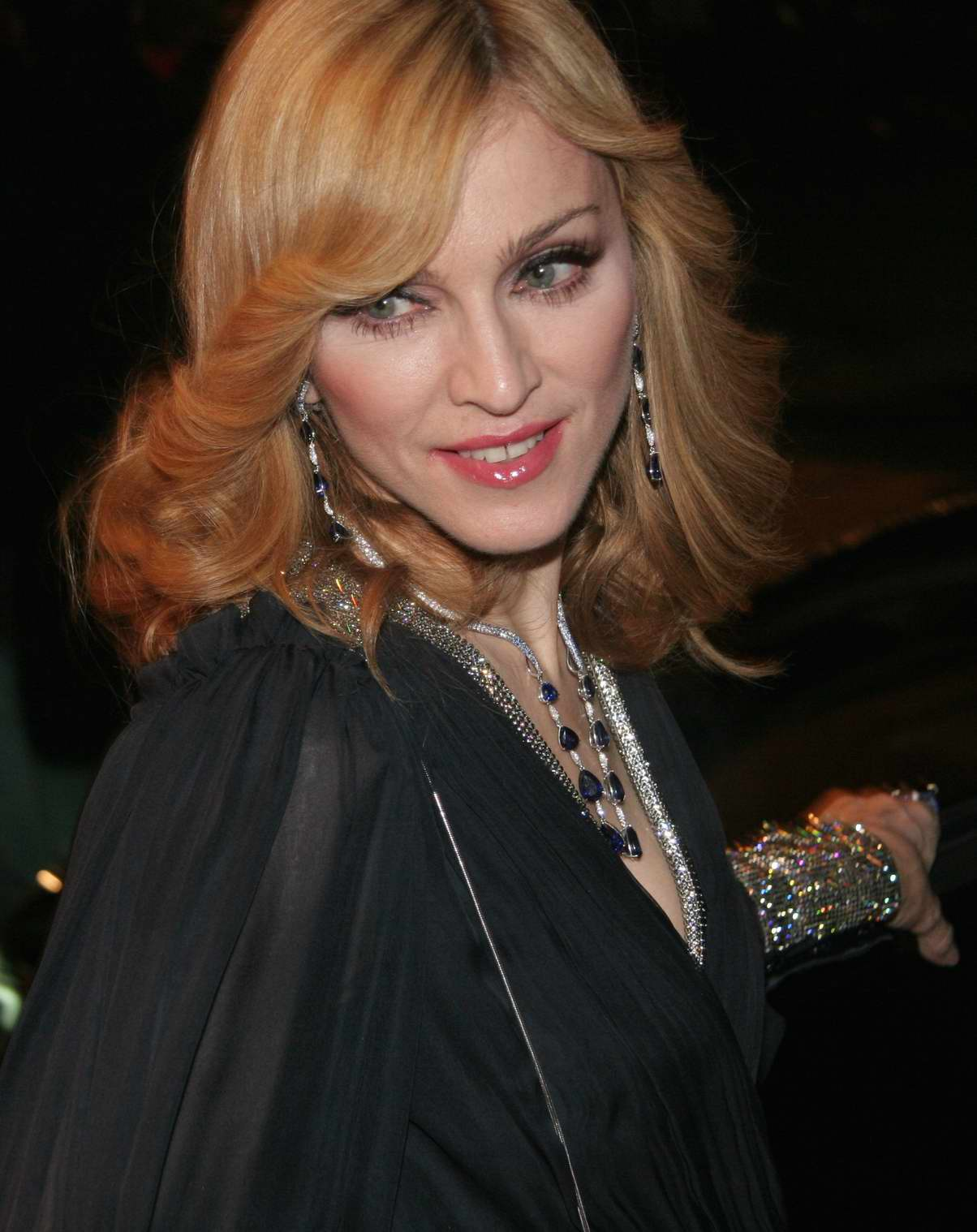
Madonna

- Schauspieler: Sylvester Stallone – Michael J. Fox – Götz George
- Schauspielerin: Jennifer Beals – Grace Jones – Tanya Roberts
- Sänger: Falco – Rick Springfield – Bruce Springsteen
- Sängerin: Madonna – Sandra – Tina Turner
- TV-Star m: Richard Chamberlain – Hendrik Martz – Lee Majors
- TV-Star w: Heather Thomas – Rachel Ward – Stefanie Powers
- Band: Modern Talking – Duran Duran – a-ha
- Sportler: Boris Becker – Aaron Krickstein – Ivan Lendl

### 1986

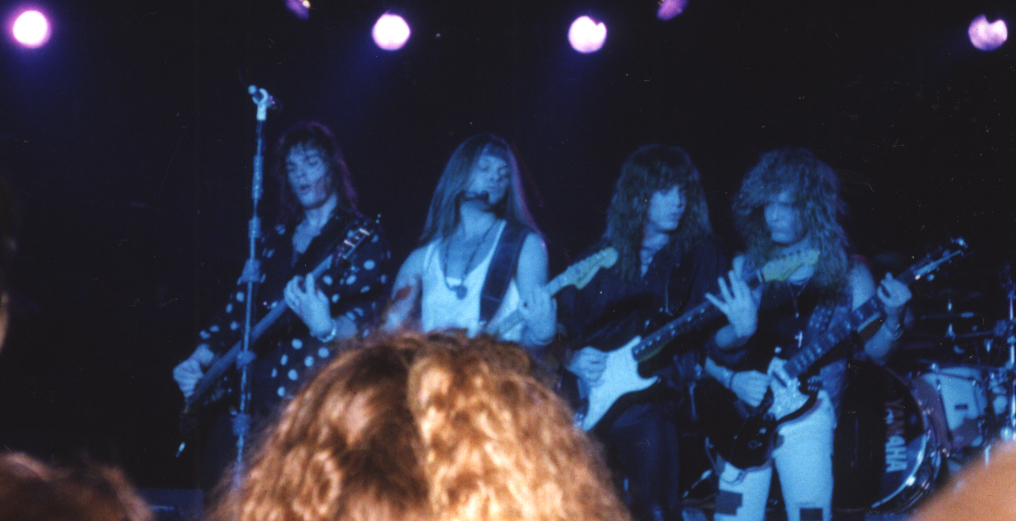
Europe

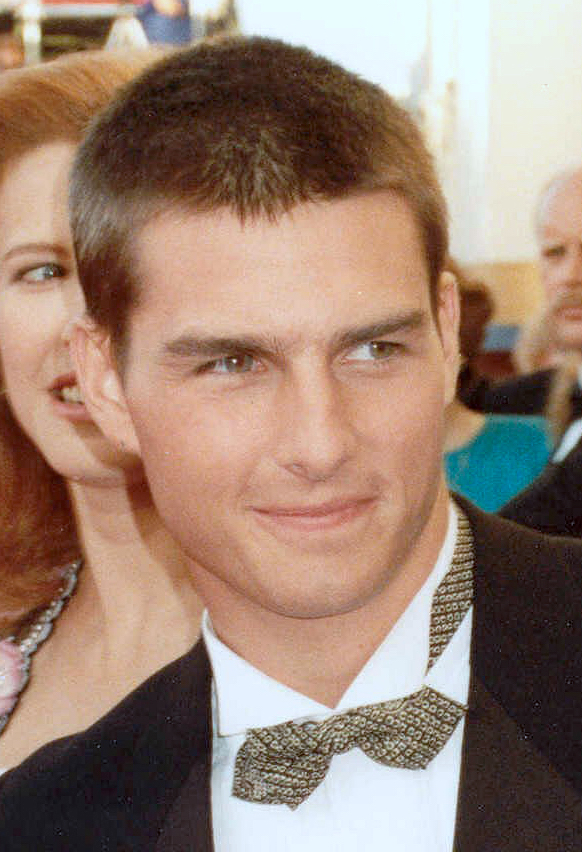
Tom Cruise

- Schauspieler: Tom Cruise – Sylvester Stallone – Ralph Macchio
- Schauspielerin: Kelly McGillis – Farrah Fawcett – Radost Bokel
- Sänger: Falco – Den Harrow – Chris Norman
- Sängerin: Madonna – Samantha Fox – Sandra
- TV-Star m: Bruce Boxleitner – Hendrik Martz – David Hasselhoff
- TV-Star w: Kate Jackson – Catherine Oxenberg – Heather Thomas
- Rock-Gruppe: a-ha – Modern Talking – Depeche Mode
- Hard 'n Heavy: Europe – Scorpions – ZZ Top
- Sportler: Boris Becker – Steffi Graf – Stefan Edberg

### 1987

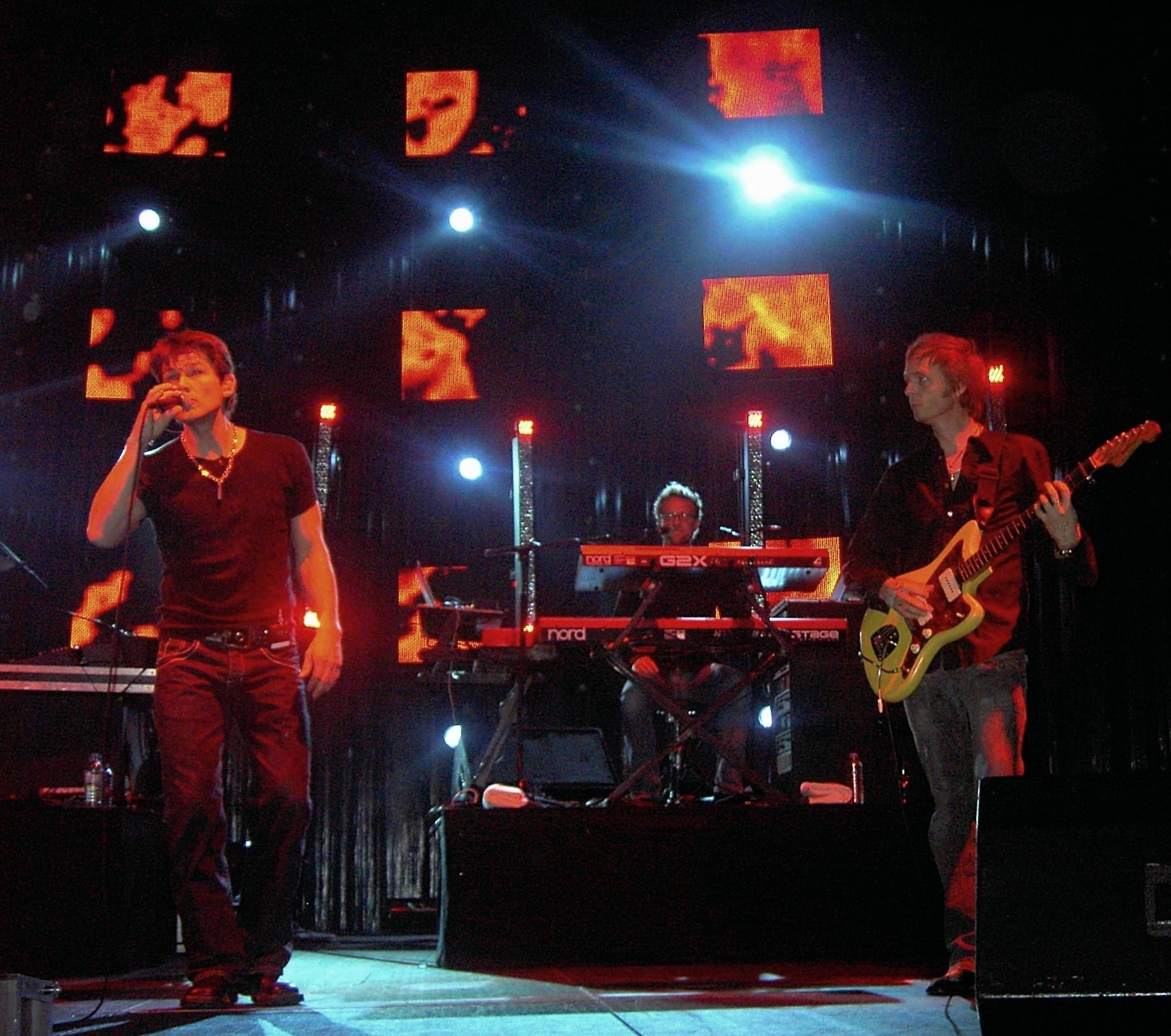
a-ha

- Schauspieler: Tom Cruise – Sylvester Stallone – Eddie Murphy
- Schauspielerin: Kelly McGillis – Jennifer Grey – Brigitte Nielsen
- Sänger: Den Harrow – Michael Jackson – Rick Astley
- Sängerin: Madonna – Sandra – Sabrina
- TV-Star m: Don Johnson – Patrick Swayze – Bruce Boxleitner
- TV-Star w: Kate Jackson – Heather Thomas – Lesley-Anne Down
- Rock-Gruppe: a-ha – Pet Shop Boys – Depeche Mode
- Hard 'n Heavy: Europe – Bon Jovi – Whitesnake
- Sportler: Steffi Graf – Stefan Edberg – Gabriela Sabatini

### 1988

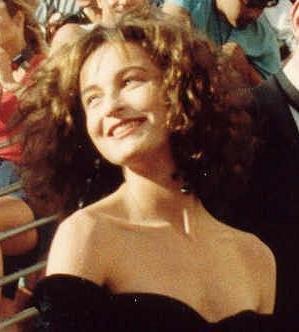
Jennifer Grey

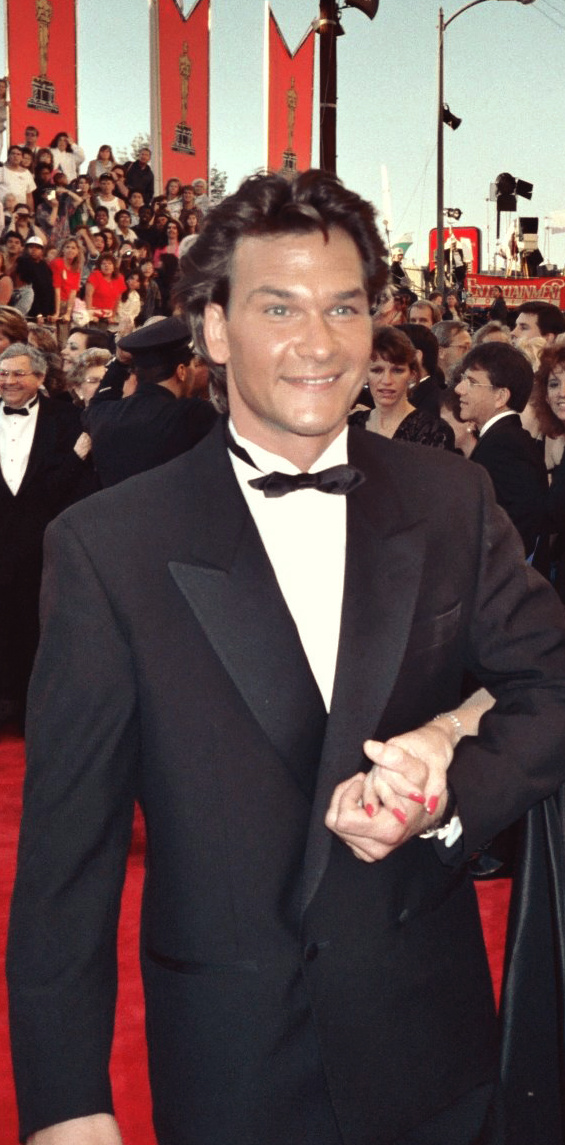
Patrick Swayze

- Schauspieler: Patrick Swayze – Sylvester Stallone – Eddie Murphy
- Schauspielerin: Jennifer Grey – Linda Kozlowski – Kelly McGillis
- Sänger: Michael Jackson – Rick Astley – Eros Ramazzotti
- Sängerin: Sandra – Whitney Houston – Kylie Minogue
- TV-Star m: David Hasselhoff – Don Johnson – Bruce Boxleitner
- TV-Star w: Kate Jackson – Heather Thomas – Silvia Seidel
- Rock-Gruppe: Die Ärzte – a-ha – Bros
- Hard 'n Heavy: Europe – Bon Jovi – Helloween
- Sportler: Andre Agassi – Jürgen Klinsmann – Stefan Edberg
- Sportlerin: Steffi Graf – Florence Griffith-Joyner – Anja Fichtel

### 1989

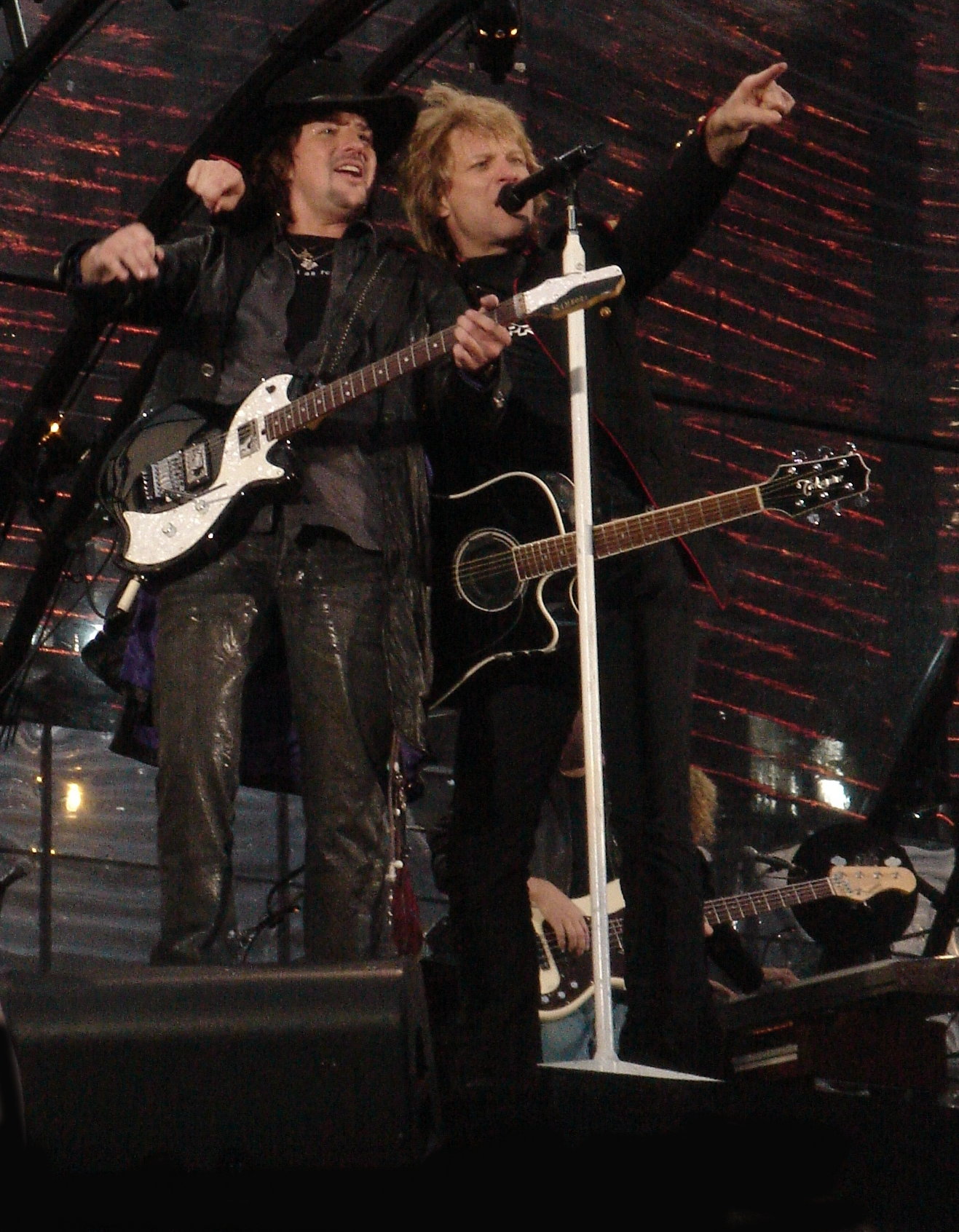
Bon Jovi

- Schauspieler: Tom Cruise – Corey Haim – Patrick Swayze
- Schauspielerin: Kim Basinger – Sophie Marceau – Jennifer Grey
- Sänger: Jason Donovan – David Hasselhoff – Michael Jackson
- Sängerin: Sandra – Madonna – Kylie Minogue
- TV-Star m: David Hasselhoff – Don Johnson – Richard Dean Anderson
- TV-Star w: Heather Locklear – Heather Thomas – Andrea Elson
- TV-Moderator: Thomas Gottschalk – Kai Böcking – Günther Jauch
- Band Rock/Pop: Milli Vanilli – Roxette – Bros
- Band Hard 'n Heavy: Bon Jovi – Europe – Guns n’ Roses
- Sportler: Boris Becker – Andre Agassi – Carl-Uwe Steeb
- Sportlerin: Steffi Graf – Gabriela Sabatini – Monica Seles

### 1990

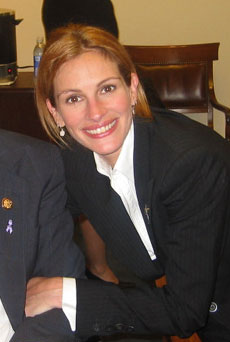
Julia Roberts

- Schauspieler: Tom Cruise – Patrick Swayze – Richard Gere
- Schauspielerin: Julia Roberts – Jennifer Grey – Kirstie Alley
- Sänger: Matthias Reim – David Hasselhoff – Jason Donovan
- Sängerinnen: Sandra – Sinéad O’Connor – Janet Jackson
- TV-Star m: David Hasselhoff – Billy Warlock – Brandon Call
- TV-Star w: Erika Eleniak – Heather Locklear – Kate Jackson
- TV-Moderatoren: Thomas Gottschalk – Kai Böcking – Günther Jauch
- Bands Rock/Pop: New Kids on the Block – Depeche Mode – Roxette
- Bands Hard'n Heavy: Bon Jovi – Alice Cooper – Europe
- Sportler: Andre Agassi – Jürgen Klinsmann – Lothar Matthäus
- Sportlerin: Steffi Graf – Katrin Krabbe – Monica Seles

### 1991

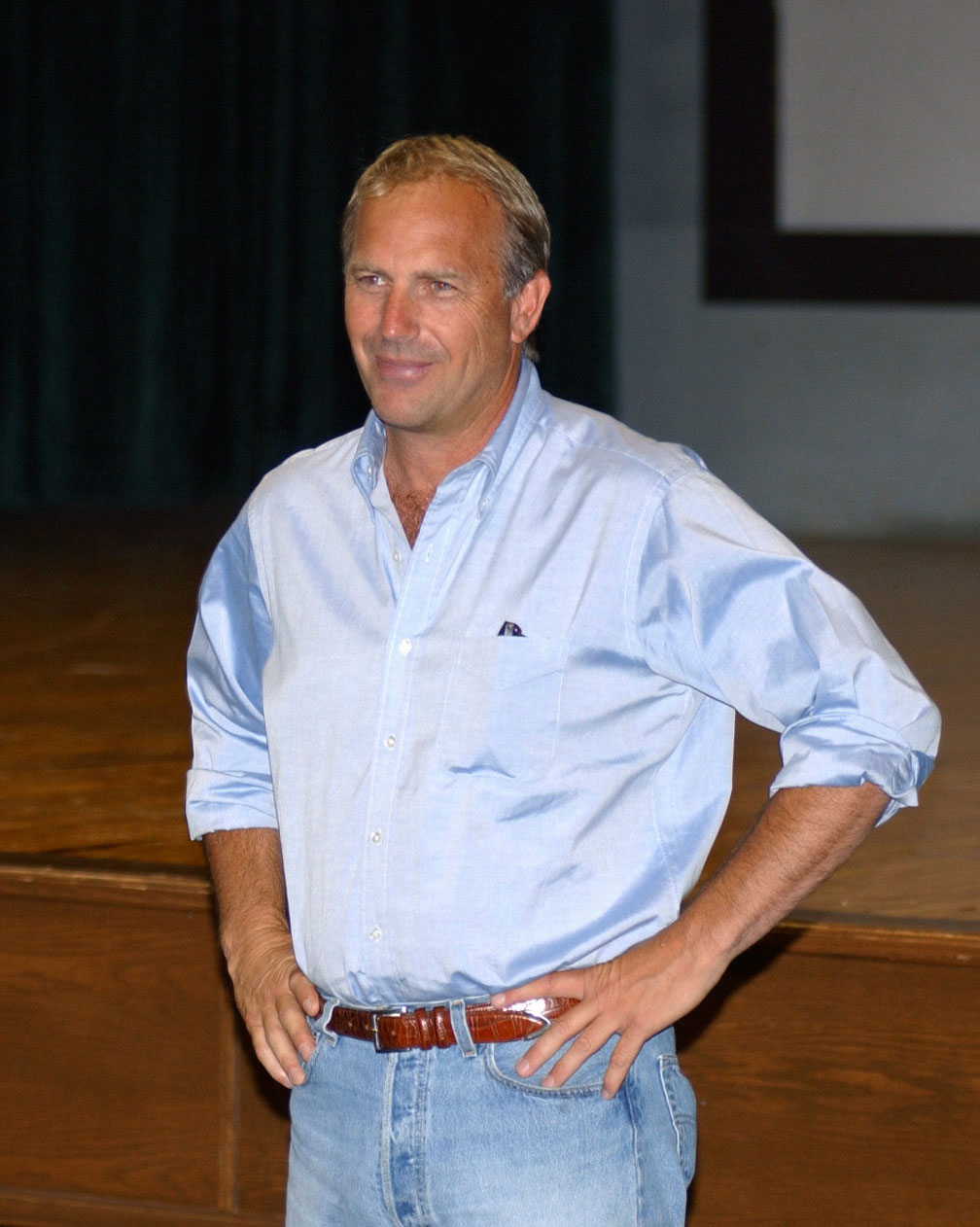
Kevin Costner

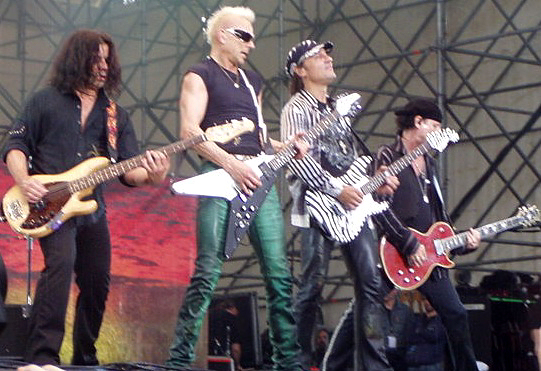
Scorpions

- Schauspieler: Kevin Costner – Arnold Schwarzenegger – Patrick Swayze
- Schauspielerin: Julia Roberts – Linda Hamilton – Kirstie Alley
- Sänger: Bryan Adams – David Hasselhoff – Matthias Reim
- Sängerin: Sandra – Cher – Paula Abdul
- Dancefloor: Marky Mark – MC Hammer – Vanilla Ice
- TV-Star m: David Hasselhoff – Richard Grieco – Billy Warlock
- TV-Star w: Erika Eleniak – Marcy Walker – Heather Locklear
- TV-Moderator: Thomas Gottschalk – Hape Kerkeling – Günther Jauch
- Band Rock/Pop: New Kids on the Block – Roxette – Depeche Mode
- Band Hard 'n Heavy: Scorpions – Guns n’ Roses – Bon Jovi
- Sportler: Andre Agassi – Michael Stich – Stefan Edberg
- Sportlerin: Katrin Krabbe – Steffi Graf – Monica Seles

### 1992

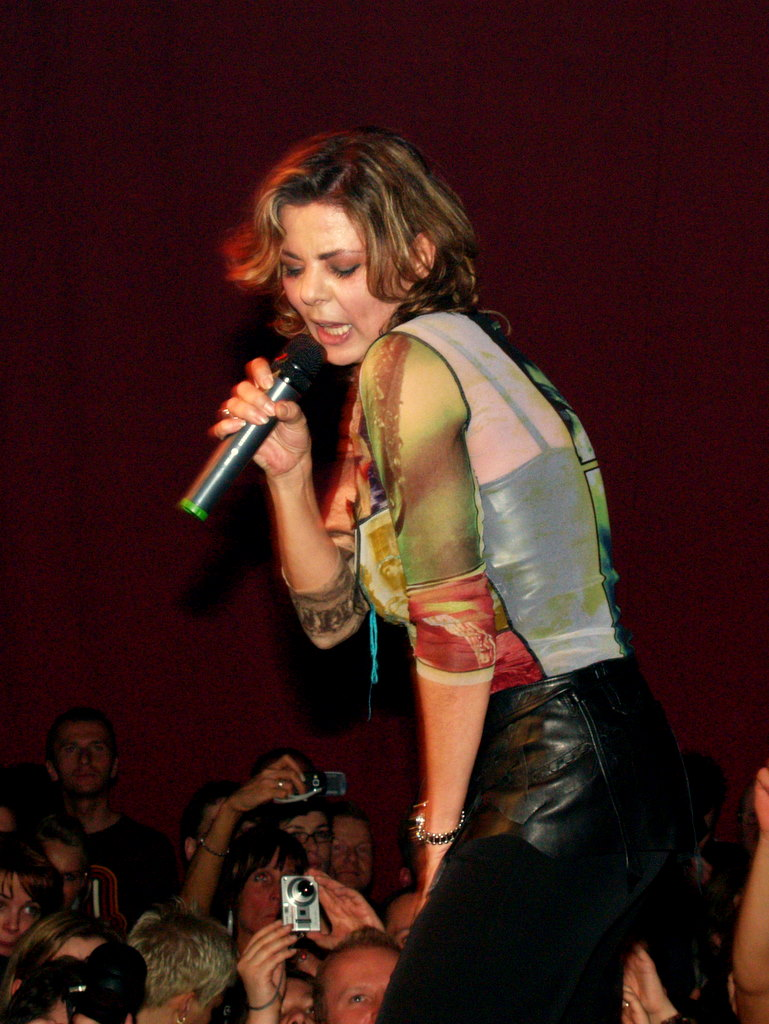
Sandra

- Schauspieler: Kevin Costner – Jean-Claude Van Damme – Arnold Schwarzenegger
- Schauspielerin: Julia Roberts – Sharon Stone – Jodie Foster
- Sänger: Michael Jackson – David Hasselhoff – Bryan Adams
- Sängerin: Sandra – Madonna – Mariah Carey
- Dancefloor: Dr. Alban – Marky Mark & The Funky Bunch – Die Fantastischen Vier
- TV-Star m: Jason Priestley – Luke Perry – David Hasselhoff
- TV-Star w: Shannen Doherty – Jennie Garth – Erika Eleniak
- TV-Moderator: Thomas Gottschalk – Linda de Mol – Günther Jauch
- Band Rock/Pop: Roxette – New Kids on the Block – Genesis
- Band Hard 'n Heavy: Guns n’ Roses – Mr. Big – Scorpions
- Sportler: Andre Agassi – Boris Becker – Magic Johnson
- Sportlerin: Franziska van Almsick – Steffi Graf – Heike Henkel
- Wrestler: Hulk Hogan – Bret 'Hitman' Hart – Davey Boy Smith

### 1993

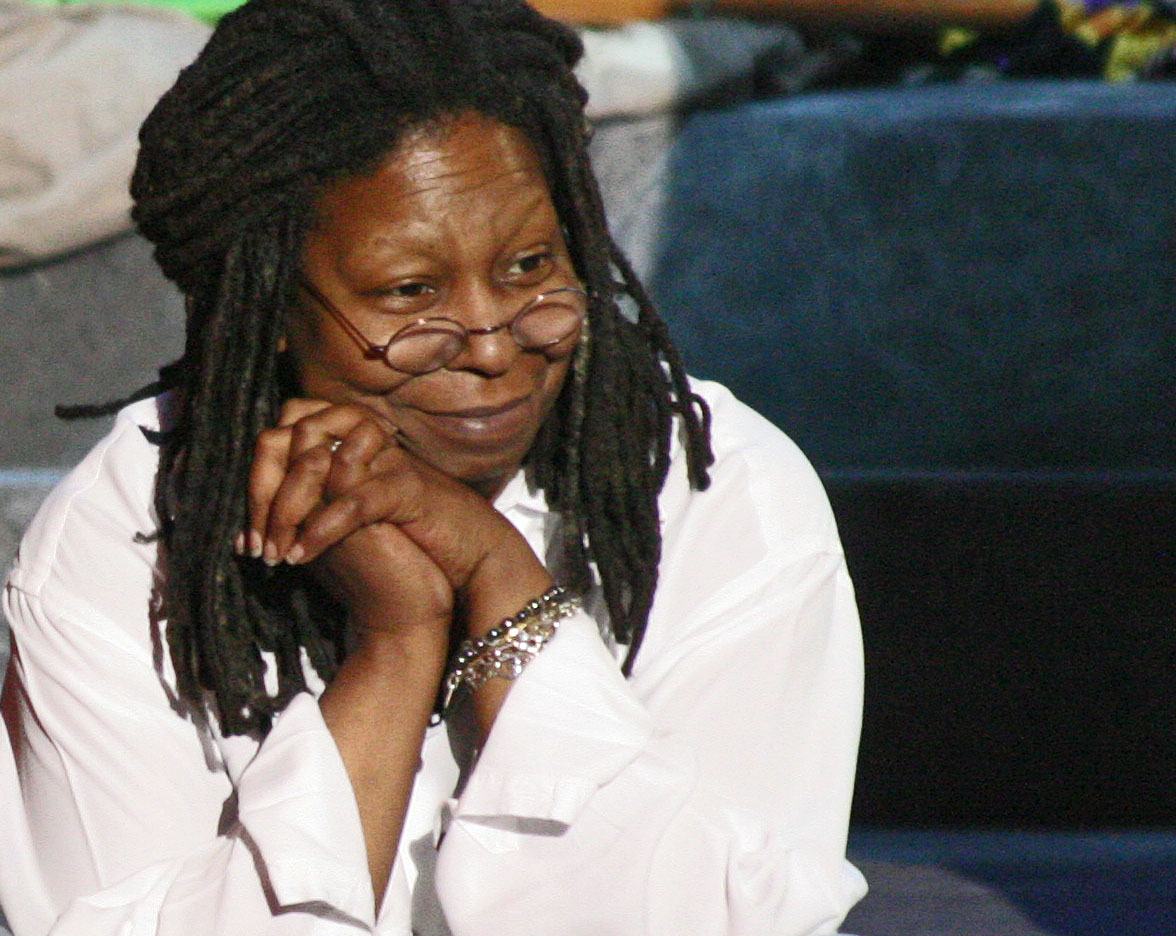
Whoopi Goldberg

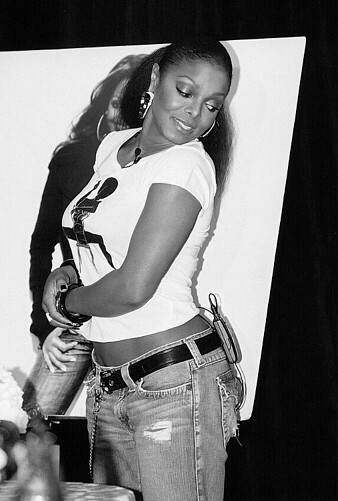
Janet Jackson

- Schauspieler: Tom Cruise – Kevin Costner – Jean-Claude Van Damme
- Schauspielerin: Whoopi Goldberg – Whitney Houston – Julia Roberts
- Sänger: Michael Jackson – David Hasselhoff – Eros Ramazzotti
- Sängerin: Janet Jackson – Whitney Houston – Sandra
- Rap & Dancefloor: Culture Beat – 2 Unlimited – Haddaway
- TV-Star m: Luke Perry – Jason Priestley – David Charvet
- TV-Star w: Shannen Doherty – Jennie Garth – Christina Applegate
- TV-Moderator: Kristiane Backer – Linda de Mol – Thomas Gottschalk
- Band Rock/Pop: 4 Non Blondes – Take That – Ace of Base
- Band Hard 'n Heavy: Bon Jovi – Guns n’ Roses – Scorpions
- Sportler: Marc-Kevin Goellner – Michael Stich – Michael Schumacher
- Sportlerin: Franziska van Almsick – Steffi Graf – Anke Huber
- Wrestler: Bret 'Hitman' Hart – Hulk Hogan – Lex Luger

### 1994

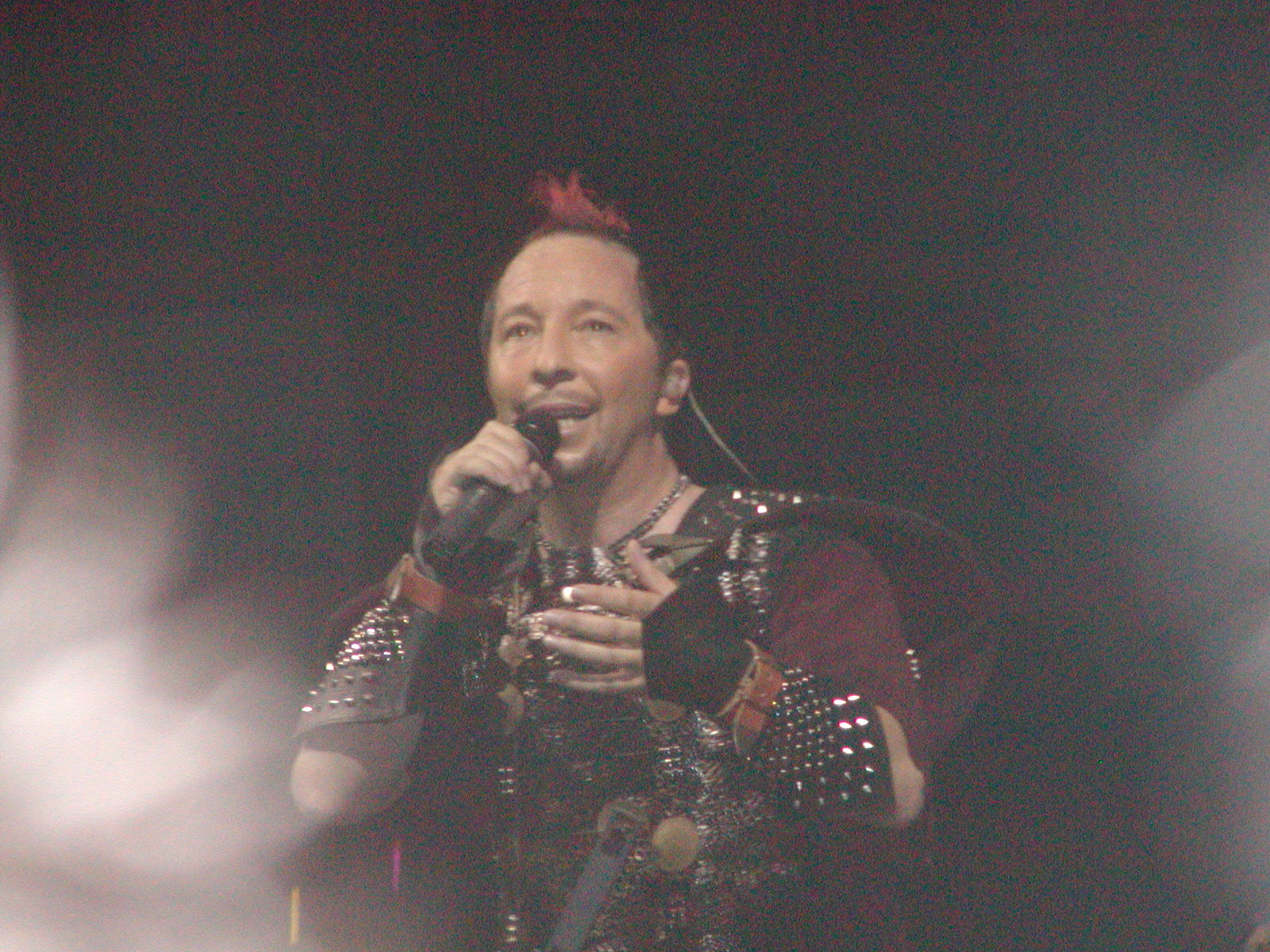
DJ BoBo

- Schauspieler: Keanu Reeves – Tom Hanks – Kevin Costner
- Schauspielerin: Whoopi Goldberg – Julia Roberts – Winona Ryder
- Sänger: Michael Jackson – Joshua Kadison – Bryan Adams
- Sängerin: Mariah Carey – Janet Jackson – Madonna
- Dancefloor: DJ BoBo – 2 Unlimited – Whigfield
- Rap & Techno: Marusha – Mark ’Oh – The Prodigy
- TV-Star m: Luke Perry – Jonathan Brandis – Joe Lando
- TV-Star w: Jennie Garth – Shannen Doherty – Pamela Anderson
- TV-Moderator: Kristiane Backer – Ray Cokes – Arabella Kiesbauer
- Band Pop: Take That – Worlds Apart – East 17
- Band Rock: Bon Jovi – Aerosmith – Nirvana

### 1995

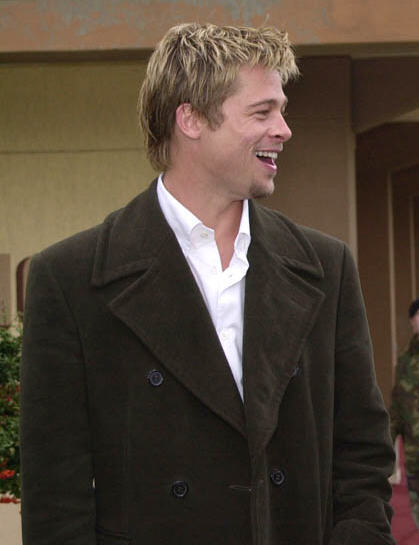
Brad Pitt

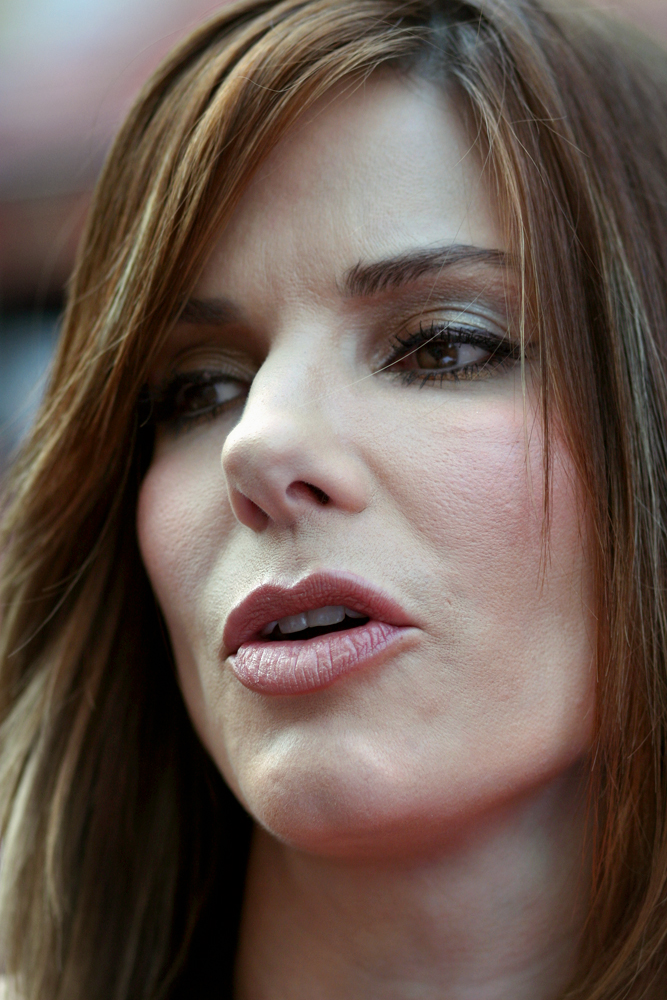
Sandra Bullock

- Schauspieler: Brad Pitt – Tom Hanks – Johnny Depp
- Schauspielerin: Sandra Bullock – Alicia Silverstone – Whoopi Goldberg
- Sänger: Michael Jackson – DJ BoBo – Mark ’Oh
- Sängerin: Janet Jackson – Mariah Carey – Whigfield
- TV-Star m: Stephen Dürr – Joe Lando – Maximilian Grill
- TV-Star w: Heike Makatsch – Pamela Anderson – Valerie Niehaus
- Band Pop: The Kelly Family – Caught in the Act – Take That
- Band Rock: Bon Jovi – Die Ärzte – Green Day

### 1996

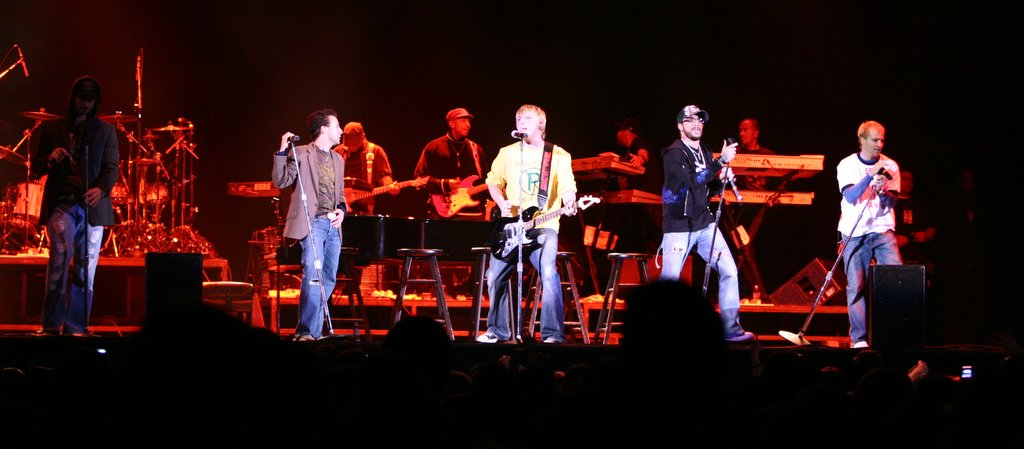
Backstreet Boys

- Schauspieler: Tom Cruise – Brad Pitt – Tom Hanks
- Schauspielerin: Sandra Bullock – Michelle Pfeiffer – Pamela Anderson
- Sänger: Peter André – Michael Jackson – DJ BoBo
- Sängerin: Blümchen – Alanis Morissette – Mariah Carey
- TV-Star m: David Duchovny – Jared Leto – Ralf Bauer
- TV-Star w: Gillian Anderson – Jasmin Gerat – Valerie Niehaus
- Band Pop: Backstreet Boys – The Kelly Family – Caught in the Act
- Band Rock: Die Toten Hosen – Bon Jovi – Die Ärzte
- Ehren-Otto in Platin: Michael Jackson – Bee Gees

### 1997

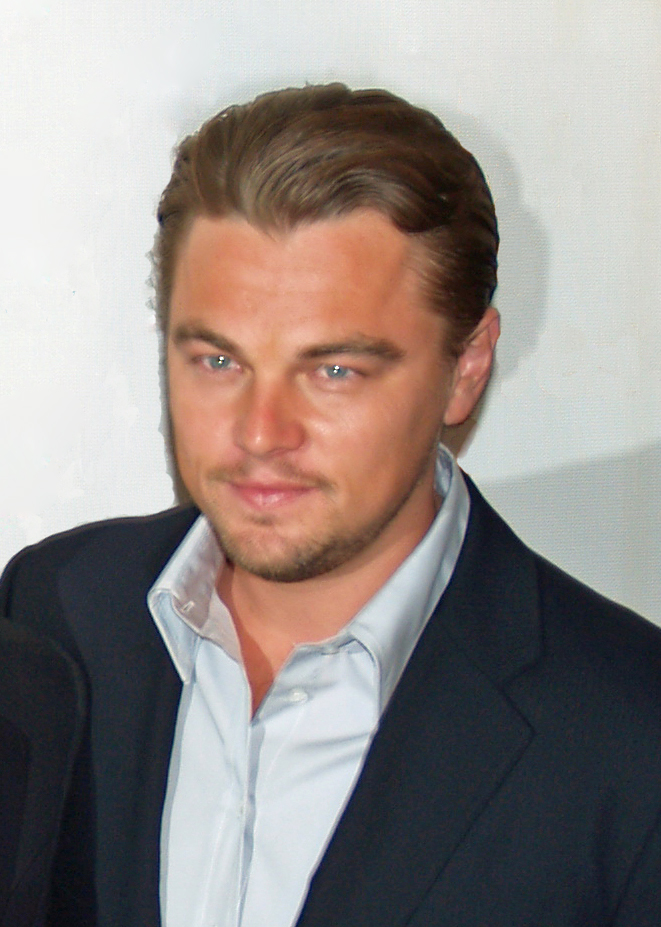
Leonardo DiCaprio

- Schauspieler: Leonardo DiCaprio – Will Smith – Brad Pitt
- Schauspielerin: Claire Danes – Sandra Bullock – Julia Roberts
- Sänger: Aaron Carter – Michael Jackson – Puff Daddy
- Sängerin: Blümchen – Mariah Carey – Janet Jackson
- TV-Star m: David Duchovny – Daniel Fehlow – Jared Leto
- TV-Star w: Gillian Anderson – Rhea Harder – Alexandra Neldel
- Band Pop: Backstreet Boys – The Kelly Family – Caught in the Act
- Band Rock: Bon Jovi – Rammstein – Die Toten Hosen

### 1998

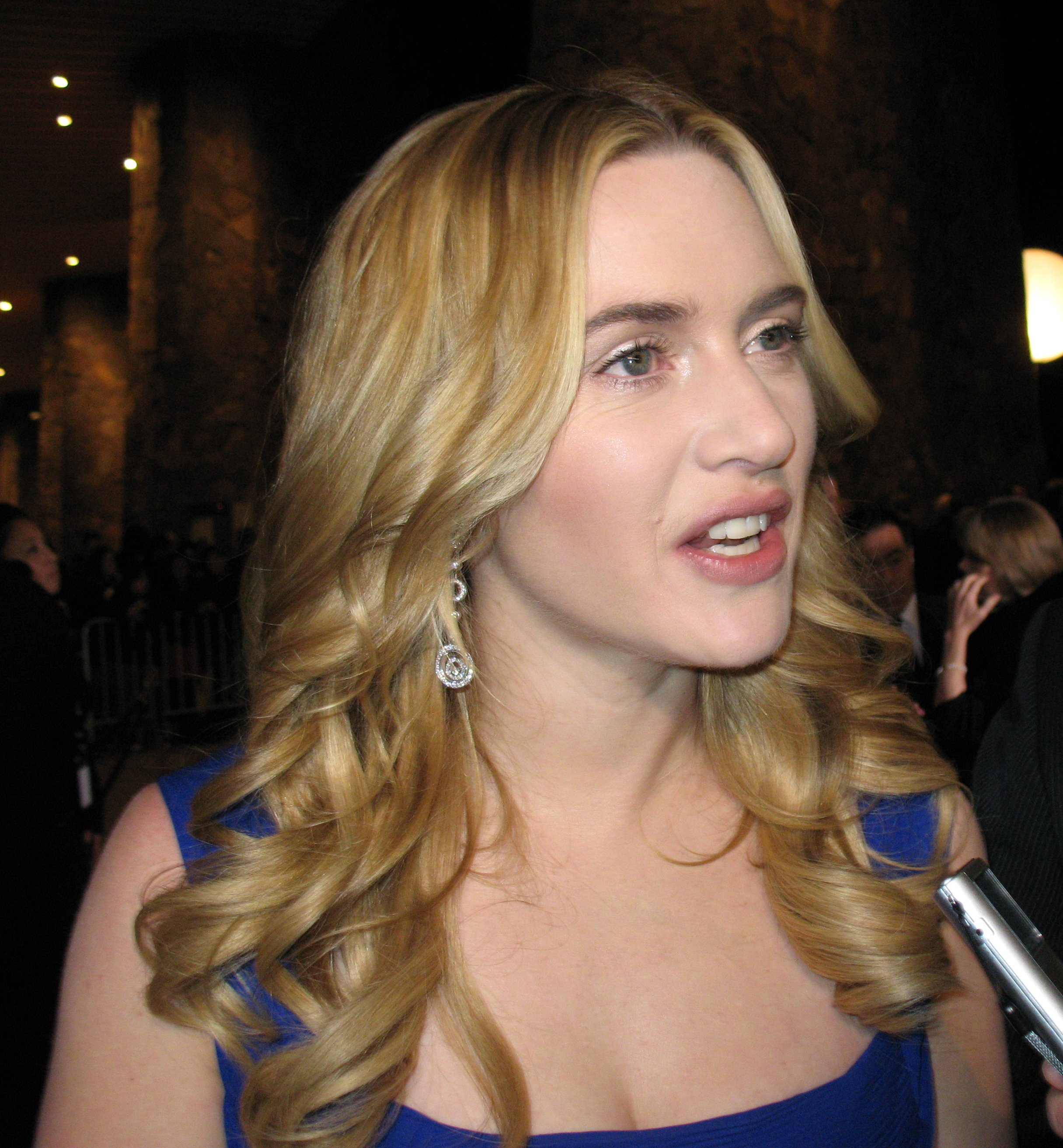
Kate Winslet

- Schauspieler: Leonardo DiCaprio – Til Schweiger – David Duchovny
- Schauspielerin: Kate Winslet – Sandra Bullock – Julia Roberts
- Sänger: Oli.P – Sasha – Christian Wunderlich
- Sängerin: Céline Dion – Blümchen – Young Deenay
- Hip-Hop & Rap: Puff Daddy – Sabrina Setlur – Thomas D
- TV-Star m: David Duchovny – Oliver Petszokat – Christian Wunderlich
- TV-Star w: Gillian Anderson – Alexandra Neldel – Rhea Harder
- Band Pop: Backstreet Boys – The Kelly Family – Echt
- Band Rock: Aerosmith – Guano Apes – Die Ärzte

### 1999

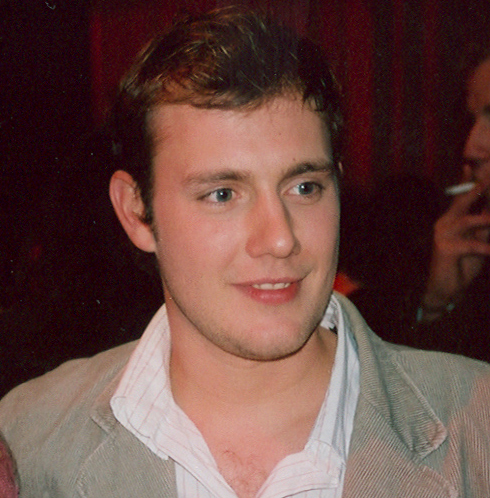
Oliver Petszokat

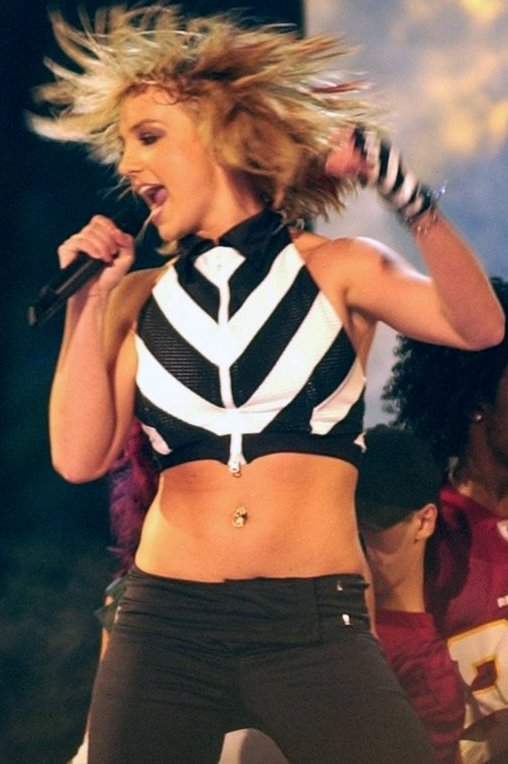
Britney Spears

- Schauspieler: Leonardo DiCaprio – Freddie Prinze junior – Ryan Phillippe
- Schauspielerin: Julia Roberts – Rachael Leigh Cook – Sarah Michelle Gellar
- Sänger: Oli.P – Sasha – Lou Bega
- Sängerin: Britney Spears – Christina Aguilera – Blümchen
- Hip-Hop: Die 3. Generation – Will Smith – Puff Daddy
- TV-Star m: Tim Sander – David Duchovny – Oliver Petszokat
- TV-Star w: Sarah Michelle Gellar – Gillian Anderson – Rhea Harder
- Band: The Kelly Family – Backstreet Boys – Echt

### 2000

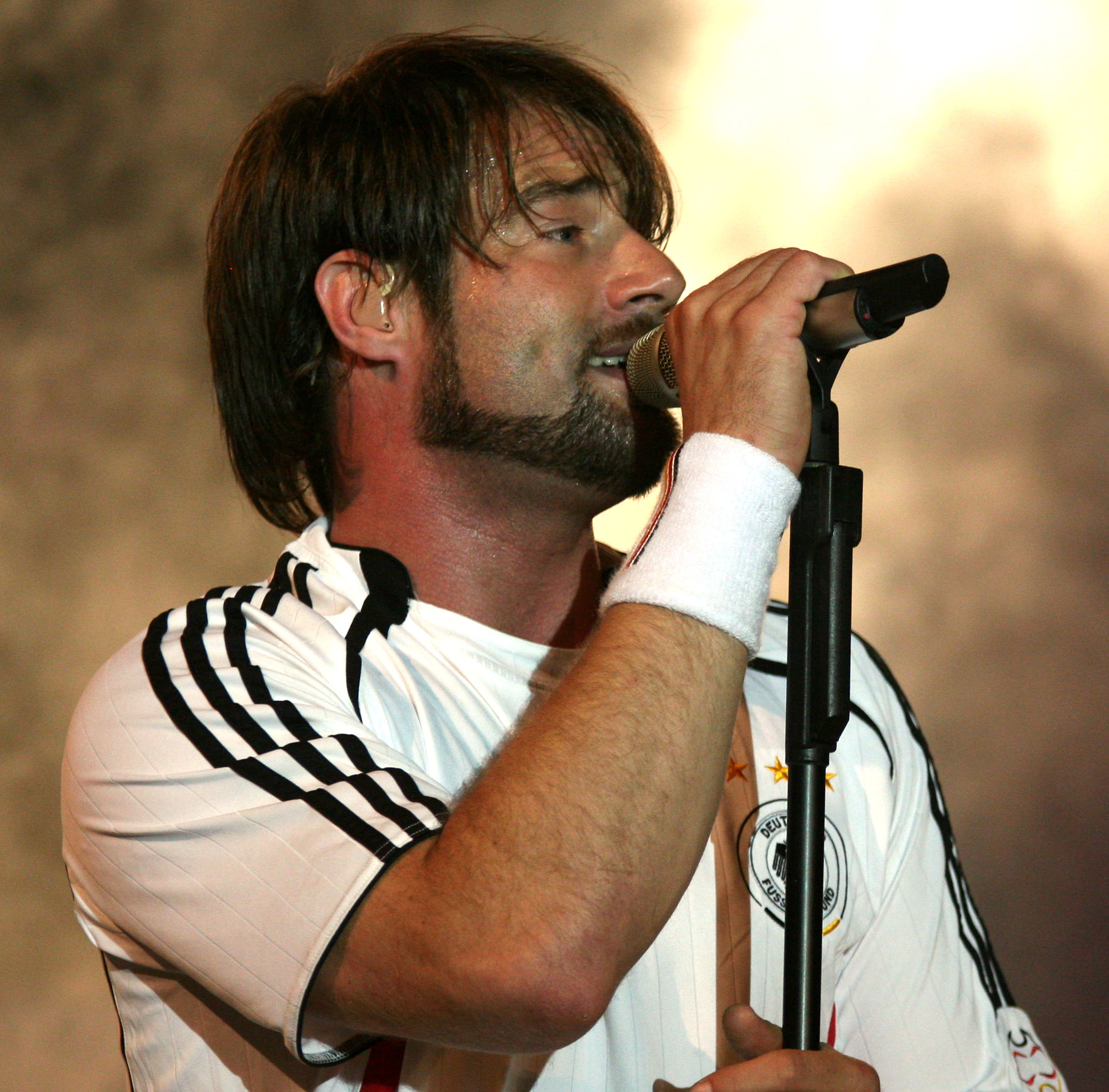
Sasha

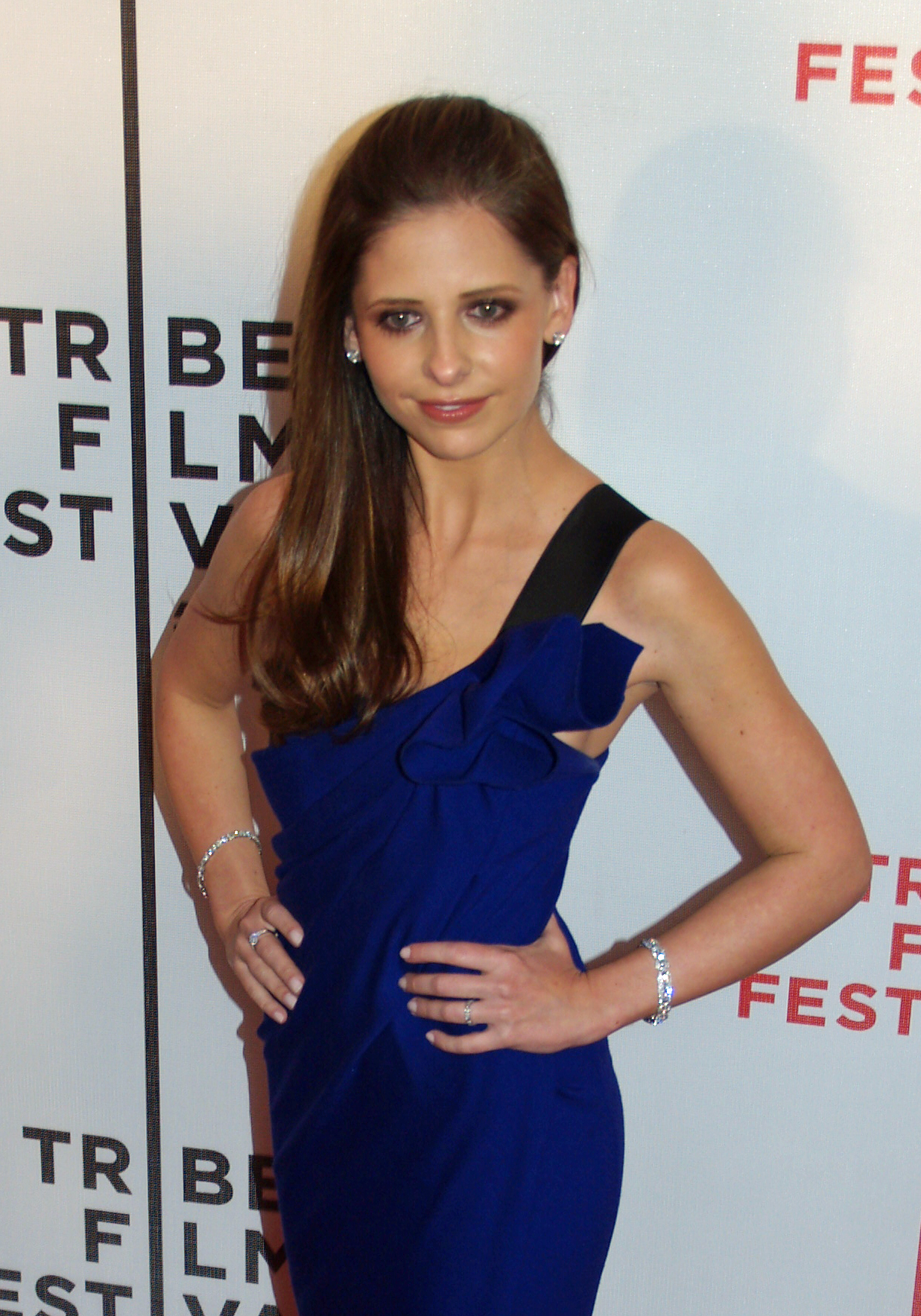
Sarah Michelle Gellar

- Schauspieler: Leonardo DiCaprio – Freddie Prinze junior – Brad Pitt
- Schauspielerin: Julia Roberts – Jennifer Lopez – Sandra Bullock
- Sänger: Sasha – Christian – Robbie Williams
- Sängerin: Britney Spears – Jeanette Biedermann – Jennifer Lopez
- Hip-Hop International: Eminem – Puff Daddy – Wu-Tang Clan
- Hip-Hop National: DJ Tomekk – Fünf Sterne deluxe – Die Fantastischen Vier
- TV-Star m: David Boreanaz – David Duchovny – Tim Sander
- TV-Star w: Sarah Michelle Gellar – Jeanette Biedermann – Gillian Anderson
- Band Pop: Backstreet Boys – The Kelly Family – ATC
- Band Rock: Bon Jovi – HIM – Limp Bizkit
- Comedy-Star: Stefan Raab – Michael Mittermeier – Gaby Köster
- Shootingstar m: Craig David
- Shootingstar w: Destiny’s Child

### 2001

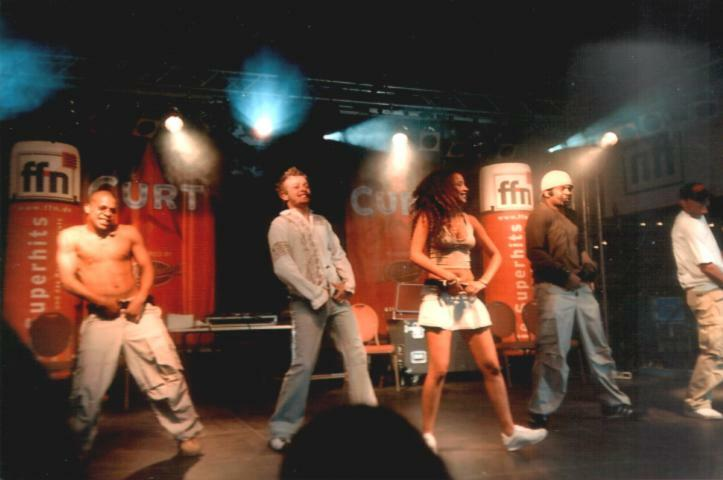
Bro’Sis

- Schauspieler: Josh Hartnett – Daniel Radcliffe – Michael 'Bully' Herbig
- Schauspielerin: Julia Roberts – Jennifer Lopez – Sandra Bullock
- Sänger: Robbie Williams – Sasha – Enrique Iglesias
- Sängerin: Kylie Minogue – Sarah Connor – Britney Spears
- Hip-Hop International: Nelly – Eminem – Eve
- Hip-Hop National: Samy Deluxe – Fettes Brot – Blumentopf
- TV-Star m: David Boreanaz – Felix von Jascheroff – James Marsters
- TV-Star w: Sarah Michelle Gellar – Jeanette Biedermann – Melissa Joan Hart
- Band Pop: No Angels – O-Town – Destiny’s Child
- Band Rock: Linkin Park – Limp Bizkit – Bon Jovi
- Comedy-Star: Stefan Raab – Kaya Yanar – Michael 'Bully' Herbig
- Shootingstar solo: Shakira
- Shootingstar Band: Bro’Sis
- Ehren-OTTO: DJ BoBo

### 2002

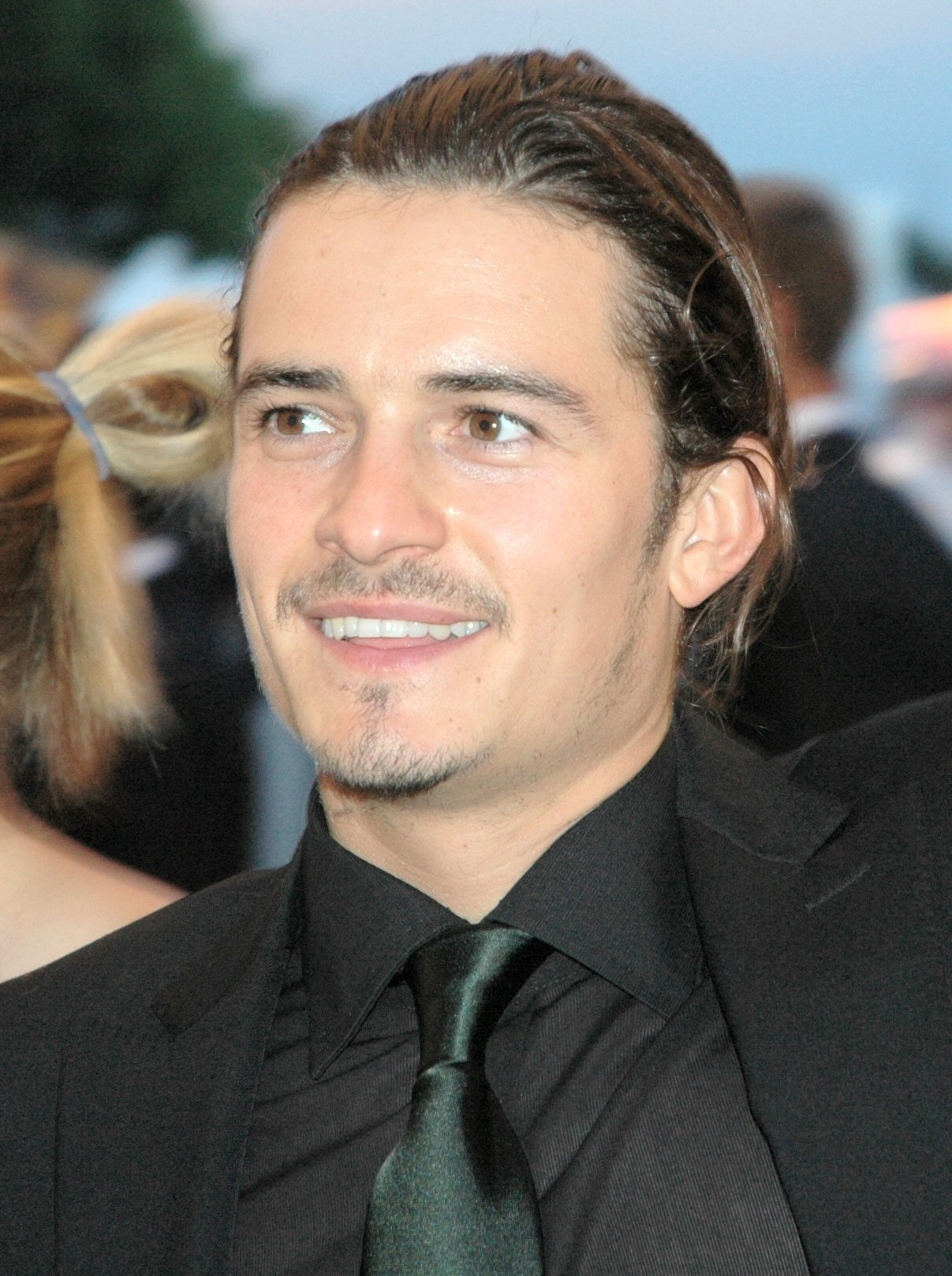
Orlando Bloom

- Schauspieler: Orlando Bloom – Daniel Radcliffe – Elijah Wood
- Schauspielerin: Jennifer Lopez – Liv Tyler – Julia Roberts
- Sänger: Robbie Williams – Ben – Marlon
- Sängerin: Jeanette Biedermann – Avril Lavigne – Christina Aguilera
- Hip-Hop International: Nelly – Eminem – Ja Rule
- Hip-Hop National: Massive Töne – DJ Tomekk – Fettes Brot
- TV-Star m: James Marsters – Felix von Jascheroff – David Boreanaz
- TV-Star w: Sarah Michelle Gellar – Jeanette Biedermann – Jessica Alba
- Band Pop: No Angels – Natural – Westlife
- Band Rock: Busted – Linkin Park – Bon Jovi
- Comedy-Star: Stefan Raab – Anke Engelke – Michael Mittermeier
- Shootingstar solo: Avril Lavigne
- Shootingstar Band: Busted
- Ehren-OTTO: Nena

### 2003

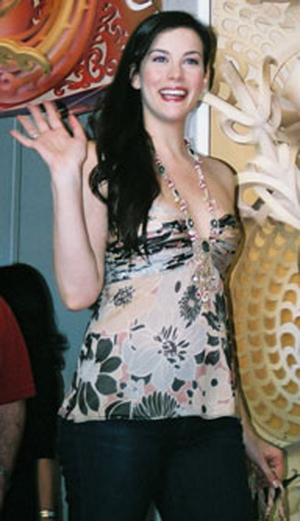
Liv Tyler

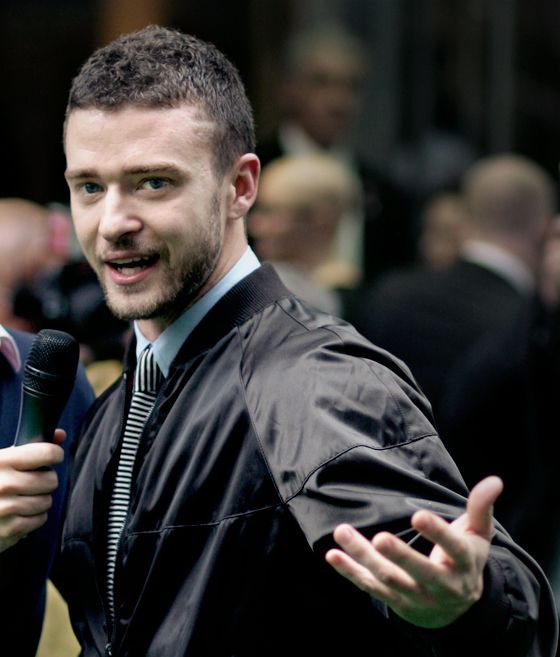
Justin Timberlake

- Schauspieler: Orlando Bloom – Elijah Wood – Daniel Radcliffe
- Schauspielerin: Liv Tyler – Emma Watson – Keira Knightley
- Sänger: Justin Timberlake – Daniel Küblböck – Alexander Klaws
- Sängerin: Jeanette Biedermann – Christina Aguilera – Sarah Connor
- Hip-Hop International: The Black Eyed Peas – Eminem – Sean Paul
- Hip-Hop National: Eko Fresh – DJ Tomekk – Sabrina Setlur
- TV-Star m: Felix von Jascheroff – Tom Welling – James Marsters
- TV-Star w: Jeanette Biedermann – Sarah Michelle Gellar – Yvonne Catterfeld
- Band Pop: Overground – No Angels – B3
- Band Rock: The Rasmus – Linkin Park – Busted
- Comedy-Star: Stefan Raab – Anke Engelke – Ingo Oschmann
- Shootingstar: Patrick Nuo
- Ehren-OTTO: Kylie Minogue

### 2004

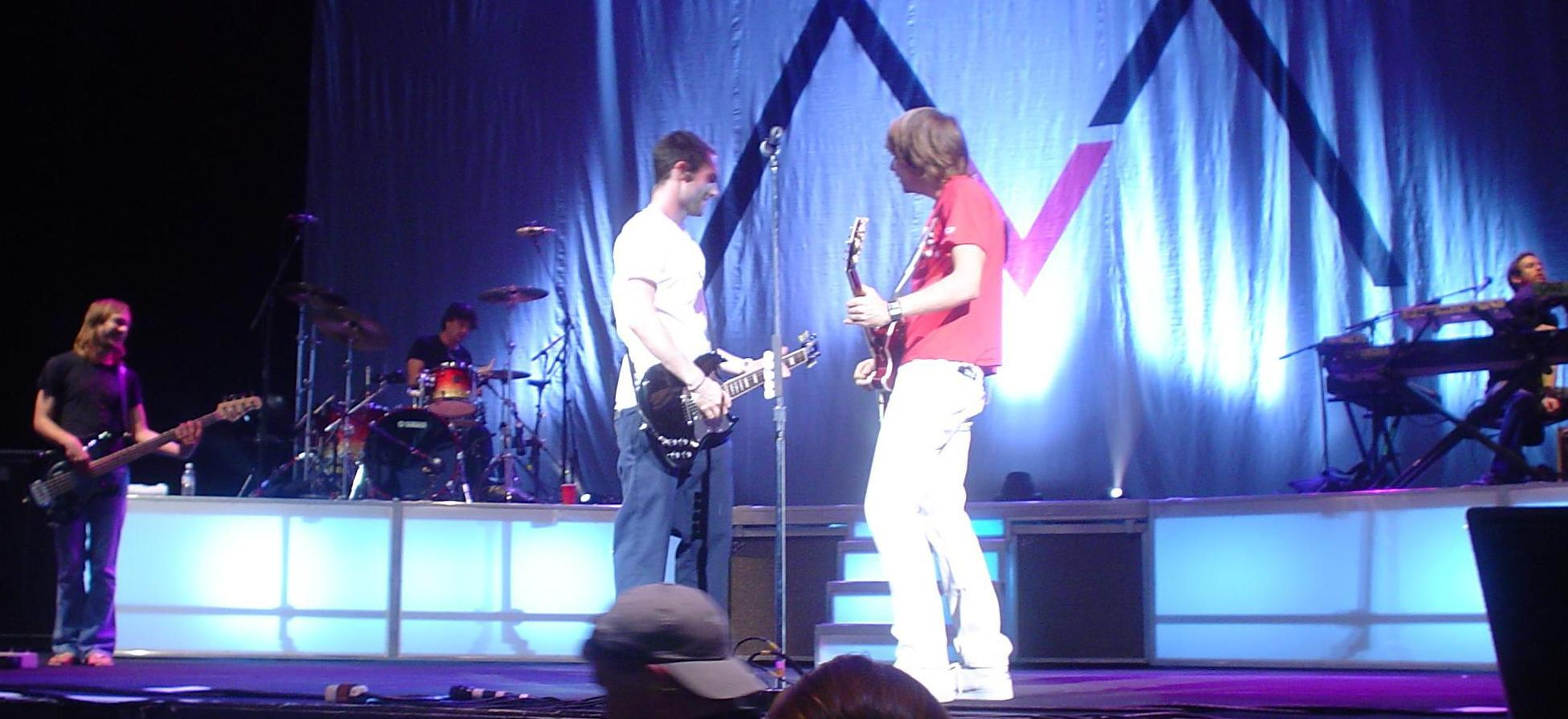
Maroon 5

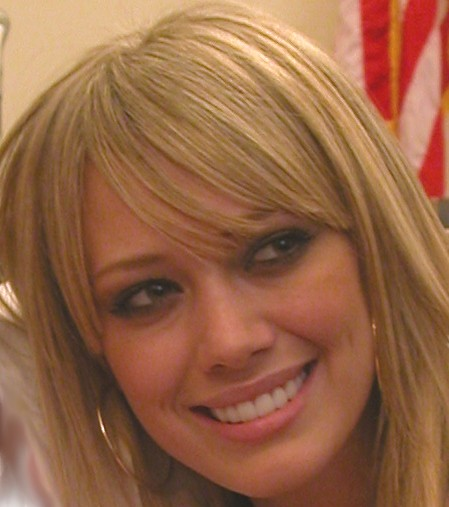
Hilary Duff

- Schauspieler: Brad Pitt – Daniel Radcliffe – Orlando Bloom
- Schauspielerin: Olsen Twins – Hilary Duff – Emma Watson
- Sänger: Usher – Alexander Klaws – Robbie Williams
- Sängerin: Sarah Connor – Jeanette Biedermann – Christina Aguilera
- Hip-Hop International: 50 Cent – The Black Eyed Peas – Eminem
- Hip-Hop National: Sido – Die Fantastischen Vier – Samy Deluxe
- TV-Star m: Chad Michael Murray – Milo Ventimiglia – Miloš Vuković
- TV-Star w: Alexis Bledel – Olsen Twins – Yvonne Catterfeld
- Band Pop: Silbermond – Overground – Vanilla Ninja
- Band Rock: Maroon 5 – Linkin Park – The Rasmus
- Comedy-Star: Oliver Pocher – Michael 'Bully' Herbig – Stefan Raab
- Shootingstar: Juli
- Ehren-OTTO: Scooter
- Platin-OTTO: Thomas Gottschalk

### 2005

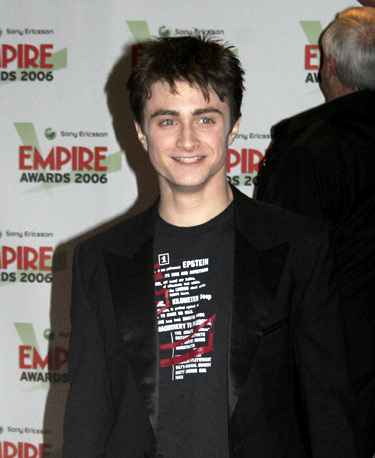
Daniel Radcliffe

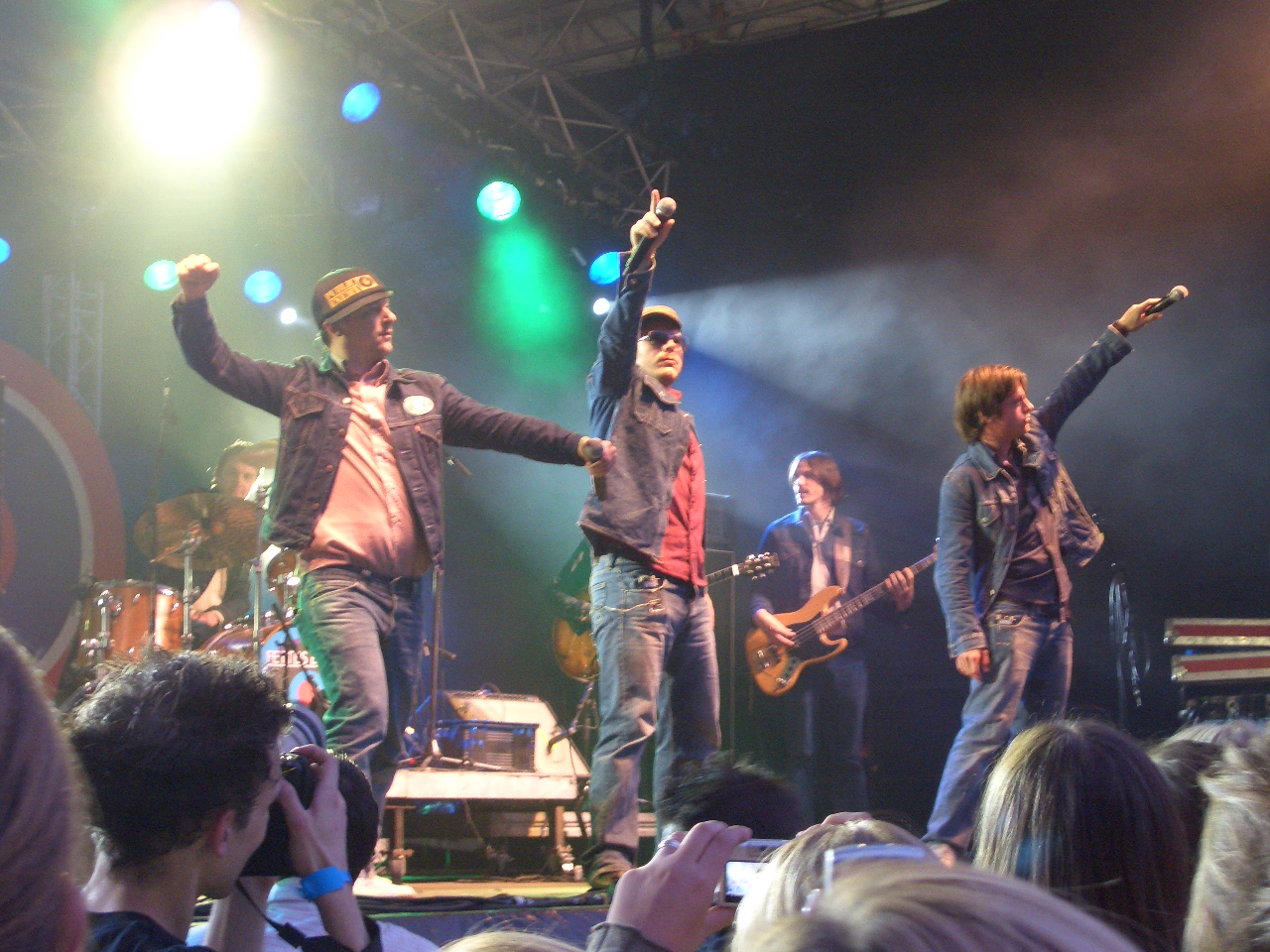
Fettes Brot

- Schauspieler: Daniel Radcliffe – Brad Pitt – Jimi Blue Ochsenknecht
- Schauspielerin: Emma Watson – Angelina Jolie – Jessica Alba
- Sänger: Marc Terenzi – Robbie Williams – Xavier Naidoo
- Sängerin: Sarah Connor – Kelly Clarkson – Christina Stürmer
- Hip-Hop International: 50 Cent – Eminem – The Black Eyed Peas
- Hip-Hop National: Fettes Brot – Bushido – Samy Deluxe
- TV-Star m: Jörn Schlönvoigt – Felix von Jascheroff – Ben
- TV-Star w: Gülcan – Alexandra Neldel – Mischa Barton
- Band Pop: US5 – Pussycat Dolls – Backstreet Boys
- Band Rock: Tokio Hotel – Green Day – Rammstein
- Comedy-Star: Oliver Pocher – Mario Barth – Ralf Schmitz
- Schülerband: nur*so – The Black Sheep

Ehren-Otto in Platin (verliehen bei der 50-Jahre-Gala am 21. November 2006 in Hamburg):
- Comeback: Take That

### 2006

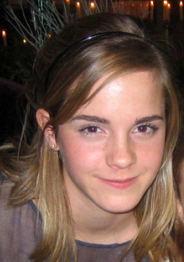
Emma Watson

- Schauspieler: Johnny Depp – Jimi Blue Ochsenknecht – Zac Efron
- Schauspielerin: Emma Watson – Keira Knightley – Angelina Jolie
- Sänger: Justin Timberlake – Xavier Naidoo – Marc Terenzi
- Sängerin: Sarah Connor – LaFee – Christina Aguilera
- Hip-Hop International: Eminem – 50 Cent – 2Pac
- Hip-Hop National: Bushido – Sido – Eko Fresh
- TV-Star m: Benjamin McKenzie – Jörn Schlönvoigt – Tim Sander
- TV-Star w: Gülcan – Alyssa Milano – Eva Longoria
- Band Pop: US5 – Monrose – Pussycat Dolls
- Band Rock: Tokio Hotel – Killerpilze – Revolverheld
- Comedy-Star: Oliver Pocher – Mario Barth – Otto Waalkes
- Ehren-Otto: Beyoncé

Branchen-Otto für ihre Verdienste um Tokio Hotel:
- „Man Of The Year“: Tom Bohne und David Jost

### 2007

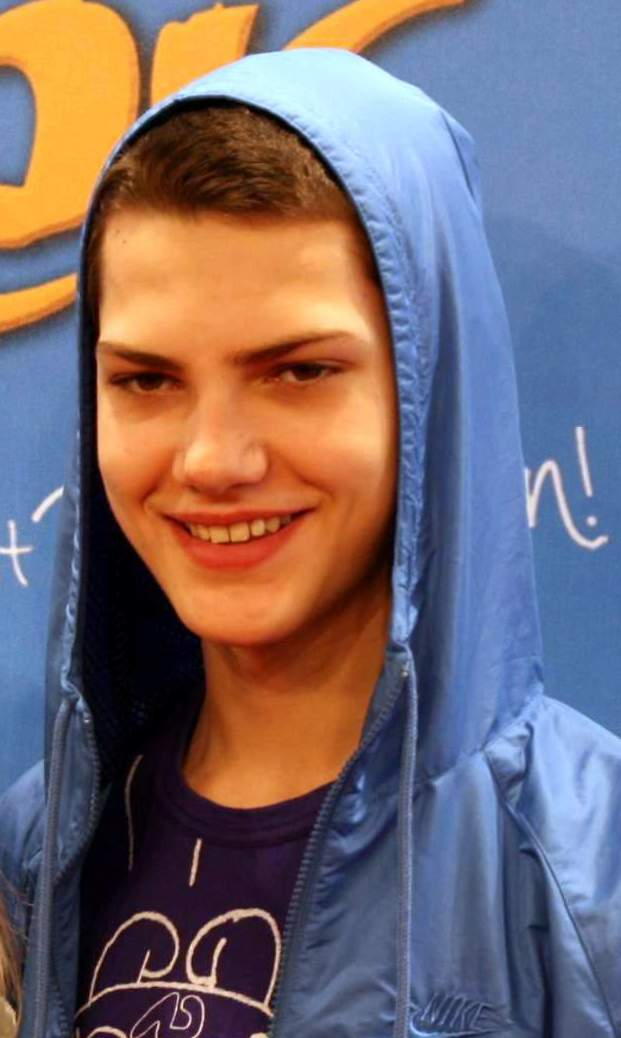
Jimi Blue Ochsenknecht

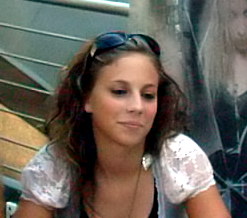
LaFee

- Schauspieler: Daniel Radcliffe – Johnny Depp – Jimi Blue Ochsenknecht
- Schauspielerin: Emma Watson – Keira Knightley – Nora Tschirner
- Sänger: Jimi Blue Ochsenknecht – Justin Timberlake – Jörn Schlönvoigt
- Sängerin: LaFee – Ashley Tisdale – Sarah Connor
- Hip-Hop International: Timbaland – Eminem – 50 Cent
- Hip-Hop National: Bushido – Sido – K.I.Z
- TV-Star m: Zac Efron – Wentworth Miller – Drake Bell
- TV-Star w: Vanessa Hudgens – Ashley Tisdale – Miley Cyrus
- Band Pop: US5 – Monrose – Culcha Candela
- Band Rock: Linkin Park – Tokio Hotel – Panik
- Comedy-Star: Oliver Pocher – Mario Barth – Stefan Raab
- Ehren-OTTO: Til Schweiger
- Platin-OTTO: Dieter Bohlen
- Shootingstar-OTTO: Wentworth Miller

### 2008
- Kinostar: Robert Pattinson – Kristen Stewart – Vanessa Hudgens
- TV-Star (allgemein): Zac Efron – Miley Cyrus – Vanessa Hudgens
- Sänger: Miley Cyrus – Britney Spears – Bushido
- Band: Tokio Hotel – US5 – Monrose

### 2009
- Schauspieler: Emma Watson – Robert Pattinson[8] – Rupert Grint[8]
- Sänger: Michael Jackson – Jeanette Biedermann – Rihanna[9][10]
- Band: Tokio Hotel – Monrose – Sunrise Avenue[11]
- Film (allgemein): Twilight – Biss zum Morgengrauen[12]
- Sportler: Matthias Steiner[13]

### 2010

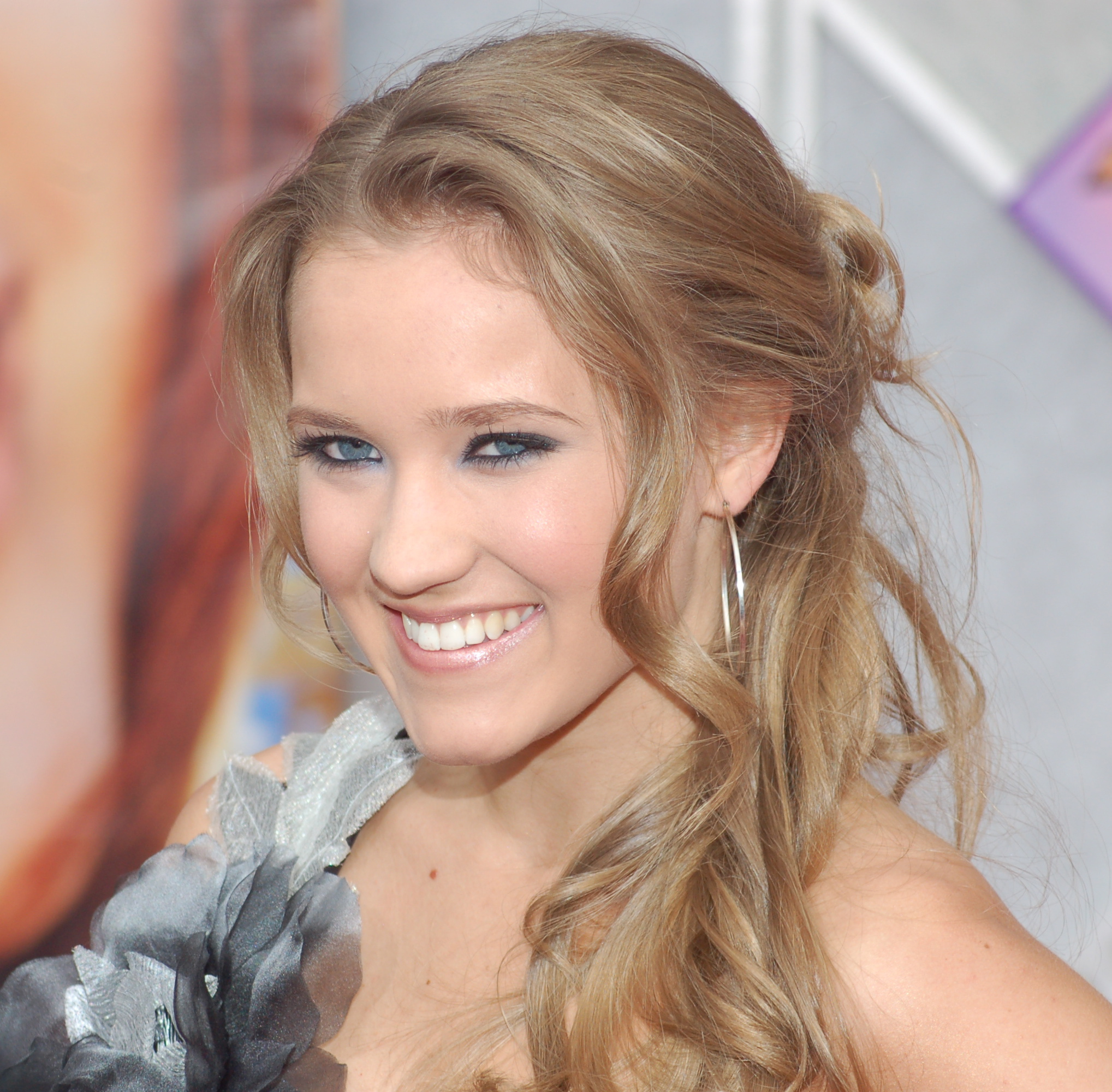
Emily Osment

- Schauspieler: Miley Cyrus – Ashley Tisdale – Johnny Depp
- Band: Die Atzen (Frauenarzt & Manny Marc) – Sunrise Avenue – Monrose
- Sänger: Justin Bieber – Michael Jackson – Sido
- Sängerin: Ke$ha – Rihanna – Christina Aguilera
- TV-Star (w): Selena Gomez – Maja Maneiro – Jeanette Biedermann
- TV-Star (m): Zac Efron – Elyas M’Barek – Roy Peter Link
- Shooting Star: Emily Osment

### 2011
- Super-Sänger: Justin Bieber – Bruno Mars – Michael Jackson
- Super-Sängerin: Rihanna – Adele – Selena Gomez
- Internet-Star: Y-Titty – Justin Bieber – Steve Jobs
- TV-Star (w): Selena Gomez – Daniela Katzenberger – Victoria Justice
- TV-Star (m): Neil Patrick Harris – Tom Beck – Dieter Bohlen
- Super-Rapper: Die Atzen – Pitbull – Casper
- Super-Band Pop: Big Time Rush – LMFAO – The Black Pony
- Super-Band Rock: 30 Seconds to Mars – Linkin Park – Tokio Hotel
- Kino-Star (m): Robert Pattinson – Matthias Schweighöfer – Johnny Depp
- Kino-Star (w): Kristen Stewart – Selena Gomez – Emma Watson
- Comedian: Bülent Ceylan – Sascha Grammel – Mario Barth

### 2012
- Super-Sänger: Daniele Negroni – Luca Hänni – Justin Bieber
- Super-Sängerin: Selena Gomez – Rihanna – Taylor Swift
- Internet-Star: Y-Titty – Cimorelli – One Direction
- TV-Star (w): Selena Gomez – Daniela Katzenberger – Nina Dobrev
- TV-Star (m): Tom Beck – Neil Patrick Harris – Ian Somerhalder
- Super-Rapper: Cro – Casper – Nicki Minaj
- Super-Band Pop: One Direction – Big Time Rush – Jedward
- Super-Band Rock: Linkin Park – Die Toten Hosen – Green Day
- Kino-Star (m): Robert Pattinson – Matthias Schweighöfer – Johnny Depp
- Kino-Star (w): Kristen Stewart – Emma Watson – Jennifer Lawrence
- Comedian: Bülent Ceylan – Cindy aus Marzahn – Kaya Yanar

### 2013
- Superstar: Samu Haber – Justin Bieber – Daniele Negroni
- TV-Star: Tom Beck – Ian Somerhalder – Bülent Ceylan
- Kino-Star: Josh Hutcherson – Jennifer Lawrence – Matthias Schweighöfer
- Newcomer des Jahres: Little Mix – James Arthur – Macklemore
- Checker des Jahres: Louis Tomlinson – Justin Bieber – Kay One
- Sexy Babe: Selena Gomez – Miley Cyrus – Rihanna
- Super-Hottie: Harry Styles – Tom Beck – Luca Hänni
- Super-BFFs: Selena Gomez & Taylor Swift – Justin Bieber & Chris Brown – Vanessa Hudgens & Ashley Tisdale
- Hot Couple of the Year: Sarah & Pietro – Perrie Edwards & Zayn Malik – Jim Parsons & Todd Spiewak

### 2015
- Super-Sänger: Ed Sheeran – Tom Beck – Justin Bieber
- Super-Sängerin: Lena – Jasmine Thompson – Ariana Grande
- Super-Band: One Direction – Fifth Harmony – Sunrise Avenue
- Super-Rapper: Farid Bang – Cro – Nicki Minaj
- Super-Kinostar (m): Elyas M’Barek – Max von der Groeben – Josh Hutcherson
- Super-Kinostar (w): Jella Haase – Jennifer Lawrence – Anna Kendrick
- Super-TV-Star (m): Jorge Blanco – Joko & Klaas – Ian Somerhalder
- Super-TV-Star (w): Martina Stoessel – Palina Rojinski – Kaley Cuoco
- Social-Media-Star: ApeCrime – Melina Sophie – Julien Bam

### 2016
- Social-Media-Star: Lisa und Lena – Lukas Rieger – Die Lochis
- Super-Sängerin: Martina Stoessel – Selena Gomez – Zara Larsson
- Super-Sänger: Shawn Mendes – Jorge Blanco – Mike Singer
- Super-Band: New District – Fifth Harmony – Twenty One Pilots
- Super-Film/TV-Star weiblich: Karol Sevilla – Cara Delevingne – Ashley Benson
- Super-Film/TV-Star männlich: Ruggero Pasquarelli – Zac Efron – Tim Oliver Schultz

### 2017
- Super-Film-/TV-Star: Tim-Oliver Schultz – Karol Sevilla – Ruggero Pasquarelli
- Super-Künstler: Shawn Mendes – Wincent Weiss – Ed Sheeran
- Super-Band: Marcus & Martinus – Bars & Melody – Why Don't We
- Social-Media-Star: Die Lochis – Mike Singer – Lisa und Lena

### 2018
- Beste Serie: Riverdale – Tote Mädchen lügen nicht – Stranger Things
- Sänger: Shawn Mendes – Mike Singer – Lina
- Band/Duo: BTS – Die Lochis – Marcus & Martinus
- Hip-Hop: Cardi B – Loredana – Bausa
- YouTuber: Bianca Heinicke – Julien Bam – Joey’s Jungle

### 2019
- Sänger international: Billie Eilish – Shawn Mendes – Ariana Grande
- Sänger national: Wincent Weiss – Lena – LEA
- Serie: Riverdale – Haus des Geldes – Stranger Things
- Gruppe / Duo: Little Mix – Die Lochis – Twenty One Pilots
- Hip-Hop international: Cardi B – Post Malone – Drake
- Hip-Hop national: Loredana – Juju – Capital Bra
- K-Pop: BLACKPINK – BTS – Monsta X
- Newcomer: Apache 207 – Ava Max – Lewis Capaldi
- YouTube / Social Media: Katja Krasavice – Bibis Beauty Palace – Leoobalys

### 2020
- Sänger international: Ariana Grande – Shawn Mendes – Billie Eilish
- Sänger national: Wincent Weiss – Lena – Nico Santos
- YouTube / Social Media: Julien Bam – Bibis Beauty Palace – Lisa & Lena
- Newcomer/Breakthrough: Zoe Wees – Céline – Elif
- K-Pop: BLACKPINK – BTS – Got7
- Serie/Film: After Truth – Krass Klassenfahrt – Haus des Geldes
- Hip-Hop national: Juju – Apache 207 – Shirin David
- Hip-Hop international: Cardi B – The Weeknd – Drake
- Band/Duo: Little Mix – Jonas Brothers – Maroon 5

### 2021
- Sänger international: Ariana Grande  – Billie Eilish – Justin Bieber
- Sänger national:  Nico Santos – Lena – Wincent Weiss
- YouTube / Social Media: Knossi – Mario Novembre – Khaby Lame
- Newcomer/Breakthrough: Lisa – The Kid Laroi – Luna
- Serie/Film: Squid Game –  Haus des Geldes – Sex Education
- Hip-Hop national:  Apache 207 – Shirin David – Katja Krasavice
- Hip-Hop international: Cardi B – The Weeknd – Drake
- Band/Duo: Blackpink – BTS – HE/RO

### 2022
- Sänger/in international: BTS – Blackpink – Taylor Swift
- Sänger/in national: Wincent Weiss – Nina Chuba – Nico Santos
- Serien und Filme: Wednesday – Avatar: The Way of Water – Heartstopper
- Rap/HipHop national: Cro – Badmómzjay – Katja Krasavice
- Social Media Deutschland: Herr Anwalt – Lea – Elevator Boys
- Soziales Engagement: Revolverheld – Lukas Pohland – Leon Goretzka

### 2023
- Sänger/in international: Taylor Swift – Billie Eilish – Harry Styles
- Sänger/in national: Wincent Weiss – Ayliva – Nina Chuba
- Serien und Filme: Barbie – Berlin – Tag & Nacht – Heartstopper
- Rap/HipHop national: Apache 207 – Cro – Shirin David
- Social Media Deutschland: Twenty4tim – Rezo – Julien Bam
- Soziales Engagement: Checker Tobi – Malte Zierden – Nadine Breaty

### 2024
- Sänger/in international: Billie Eilish – Taylor Swift – Shawn Mendes
- Sänger/in national: Wincent Weiss – Nina Chuba – Ayliva
- Rap/HipHop national: Apache 207 – Shirin David – Finch
- Filme und Serien weltweit: 7 vs. Wild – Kaulitz & Kaulitz – Chantal im Märchenland
- Social Media: Knossi – laserluca – selfiesandra
- Soziales Engagement: Nina Chuba – Marco Reus – Dennis Schröder